# 東京都のご当地ソング一覧
東京都のご当地ソング一覧（とうきょうとのごとうちソングいちらん）では、日本の東京都に関連するご当地ソングの一覧を挙げる。
東京都の都歌については「東京都歌」を、都内の各特別区（東京都区部）が制定している区歌、多摩地域・島嶼部の市町村がそれぞれ制定している公式の自治体歌については東京都の区市町村歌一覧を、各大学校歌については当該大学を参照のこと。

## 東京全般
楽曲名のアルファベット・50音順、同一の楽曲タイトルは歌手名等の順とする。

### タイトルが「東京」の楽曲
漢字
- 「東京」赤い公園
- 「東京」朝倉さや
- 「東京」いきものがかり
- 「東京」五輪真弓
- 「東京」井上昌己
- 「東京」エスカーゴ
- 「東京」大塚利恵
- 「東京」辛島美登里
- 「東京」きのこ帝国
- 「東京」清木場俊介
- 「東京」銀杏BOYZ、YO-KING
- 「東京」倉橋ヨエコ
- 「東京」くるり
- 「東京」桑田佳祐
- 「東京」ケツメイシ
- 「東京」小室等
- 「東京」さだまさし
- 「東京」サニーデイ・サービス
- 「東京」三月のパンタシア
- 「東京」スキマスイッチ
- 「東京」関取花
- 「東京」玉置成実
- 「東京」手嶌葵
- 「東京」長渕剛
- 「東京」浜田省吾
- 「東京」福山雅治
- 「東京」マイ・ペース、坂本九、敏いとうとハッピー&ブルー、BEGIN
- 「東京」松山千春
- 「東京」美輪明宏
- 「東京」MONO NO AWARE
- 「東京」矢沢永吉
- 「東京」やしきたかじん
- 「東京」レミオロメン
- 「東京」ASKA
- 「東京」Base Ball Bear
- 「東京」B'z
- 「東京」D-51
- 「東京」DEEN
- 「東京」GOING UNDER GROUND
- 「東京」HOSHIKUZU4
- 「東京」JUJU
- 「東京」Miss Monday
- 「東京」Mr.Children
- 「東京」Omoinotake
- 「東京」PEOPLE 1
- 「東京」SUPER BEAVER

ひらがな
- 「とうきょう」平川地一丁目

カタカナ
- 「トーキョー」ミドリカワ書房

ローマ字（「TOKIO」等も含む）
- 「TOKIO」沢田研二
- 「Tokyo」阿川泰子
- 「TOKYO」家入レオ
- 「Tokyo」石原じゅんこ＆国安修二
- 「TOKYO」椎名林檎
- 「TOKYO」湘南乃風
- 「TOKYO」野村義男
- 「TOKYO」山崎育三郎
- 「Tokyo」渡辺美里
- 「TOKYO」ARIA
- 「Tokyo」Cody・Lee (李)
- 「Tokyo」Donna Summer
- 「Tokyo」Faul & Wad Ad
- 「Tokyo」Gruppo Sportivo
- 「Tokyo」Imagine Dragons
- 「Tokyo」Julien Baker
- 「Tokyo」Nena
- 「Tokyo」Private Line
- 「TOKYO」SADS
- 「Tokyo」The Books
- 「Tokyo」The Legendary Stardust Cowboy
- 「TOKYO」w-inds.
- 「Tokyo」White Lies
- 「TOKYO」YUI
- 「Tokyo」10cc
- 「Toquio」GANGA ZUMBA
- 「TOu-KYOu」SOUL SCREAM

### タイトルが「東京」から始まる楽曲
漢字
- 「東京赤とんぼ」なでしこ姉妹
- 「東京・ア・ゴーゴー」高木たかし
- 「東京 〜あなたと過ごした青春〜」まきのめぐみ
- 「東京アンナ」大津美子
- 「東京イェイイェイ娘」米米CLUB
- 「東京ヴィーナス」田村英里子
- 「東京生まれ」アーバンギャルド
- 「東京生まれ」Base Ball Bear
- 「東京うんこ哀歌」高橋優
- 「東京エキスプレス」上田正樹
- 「東京エデン」後藤邑子
- 「東京オリムピック」古川ロッパ
- 「東京オリンピック音頭」市丸、神楽坂浮子、橋幸夫、松島アキラ
- 「東京オンステージ」angela
- 「東京温暖化」SOUL SCREAM
- 「東京音頭」小唄勝太郎
- 「東京音頭 〜Remixed by J.P.〜」八代亜紀
- 「東京かくれんぼ」琴風豪規・石川さゆり
- 「東京が好き」香坂みゆき、水越けいこ
- 「東京ガスはモダンガス」ダークダックス
- 「東京カチート」フランク永井
- 「東京かっぽれ」東京小花・田中文州
- 「東京が泣いている」三橋美智也
- 「東京が呼んでいる」こまどり姉妹
- 「東京から来た便り」西田佐智子
- 「東京キカンボ娘」木の実ナナ
- 「東京キケン野郎」ジューシィ・フルーツ
- 「東京喫茶」CAPSULE
- 「東京キッド」美空ひばり
- 「東京きりぎりす」前田有紀
- 「東京クリスマス」電気グルーヴ
- 「東京グレイトミッション」オーノキヨフミ
- 「東京見物」中野忠晴とコロムビア・ナカノ・リズム・ボーイズ
- 「東京恋始発」氷川きよし
- 「東京小唄」朝居丸子、河原喜久恵
- 「東京午前三時」庄野真代
- 「東京子守唄」ビートたけし
- 「東京五輪おどり」三波春夫
- 「東京五輪音頭」三波春夫、三橋美智也、坂本九、北島三郎、畠山みどり 他
- 「東京さすらい歌」石原裕次郎&浅丘ルリ子
- 「東京さのさ娘」江利チエミ
- 「東京砂漠」内山田洋とクール・ファイブ
- 「東京砂漠のかたすみで」黒沢年男・叶和貴子
- 「東京讃歌」西田佐知子
- 「東京賛歌」BUMP OF CHICKEN
- 「東京讃美歌」喜納昌吉&チャンプルーズ
- 「東京さみしがり屋」風間杜夫
- 「東京寒い」坂本真綾×コーネリアス
- 「東京サリーちゃん」SOUTHERN ALL STARS and ALL STARS
- 「東京ジェラシー」テレサ・テン
- 「東京しぐれ」北島三郎・鳥羽一郎（限定デュオ）
- 「東京詩集」鶴田浩二
- 「東京シティ・セレナーデ」前川清&川中美幸
- 「東京シティーライツ」オーノキヨフミ
- 「東京ジプシー・ローズ」桑田佳祐
- 「東京シャッフル」サザンオールスターズ
- 「東京シャボン玉」天童よしみ
- 「東京シャンソン」岡晴夫
- 「東京シューシャイン・ボーイ」暁テル子
- 「東京終曲 Tokyo」銀杏BOYZ
- 「東京少女」本間由里
- 「東京傷年」ナイトメア
- 「東京新地図」美空ひばり
- 「東京新宿恋の街」舟木一夫
- 「東京水中花」五木ひろし
- 「東京スヰート」The Gospellers
- 「東京スカ娘」中川ゆき
- 「東京ズンドコ節」安城美智子&鈴村一郎
- 「東京生活」渡辺美里
- 「東京青春朝焼物語」長渕剛
- 「東京青走」FantasticYouth
- 「東京絶景」吉澤嘉代子
- 「東京セレナーデ」都はるみ
- 「東京セレナーデ」二村定一（上記とは別の曲）
- 「東京夜曲（セレナーデ）」山口淑子
- 「東京ダーク・ムーン」フランク永井
- 「東京街（TOKIO TOWN）」森恵
- 「東京タウンポップ」サクラメリーメン
- 「東京たずね人」琴風豪規・石川さゆり
- 「東京タムレ」渚エリ、原由子
- 「東京だよおっ母さん」三上寛（島倉千代子の同名曲とは別の曲）
- 「東京だより」都はるみ
- 「東京チカチカ」轟夕起子
- 「東京チューチュー」高岡早紀
- 「東京チャランス」まえけん♂トランス.pj
- 「東京ちょんきな」古川ロッパ・小唄勝太郎
- 「東京っていい街だなぁ」左とん平
- 「東京っていう街で」 鈴木康博
- 「東京っぺ」高木たかし
- 「東京ディスコナイト」小泉今日子
- 「東京で一番淋しい女」田辺靖雄
- 「東京で一緒に暮そうよ」和田青児
- 「東京ティティナ」生田恵子
- 「東京デイト」美空ひばり
- 「東京でだめなら」水前寺清子
- 「東京鉄コン筋クリートジャングル」RINO LATINA II
- 「東京テディベア」Neru feat.鏡音リン
- 「東京ではめずらしい四月の雪」香田晋
- 「東京という街 feat 剣桃太郎」般若
- 「東京 東京」KEN THE 390
- 「東京、東京」RHYMESTER
- 「東京と今日」大森靖子
- 「東京ドドンパ娘」渡辺マリ
- 「東京とまり木」すぎもとまさと
- 「東京ドライブ」カズン
- 「東京ドライブ」TOKIO（上記とは別の曲）
- 「東京都羅刹区」ナイトメア
- 「東京ドリーム」Cocco
- 「東京どろんこオペラ」竹山逸郎
- 「東京ドンピカ」米米CLUB
- 「東京ナイト」和泉雅子・山内賢
- 「東京ナイト」矢沢永吉（上記とは別の曲）
- 「東京ナイト・クラブ」フランク永井&松尾和子
- 「東京流れ雨」山本譲二
- 「東京流れ者」小林旭、竹越ひろ子、渡哲也、西田佐知子、藤圭子 他
- 「東京なんて」香田晋
- 「東京なんて何さ」松山恵子
- 「東京・難破船」黒木姉妹
- 「東京二十五時」平尾昌章
- 「東京にて」東京60WATTS
- 「東京に三日 田舎に四日」渚ゆう子
- 「東京にもあったんだ」福山雅治
- 「東京ニューフェイス」トータス松本
- 「東京ぬけ道ガール」LIFE GOES ON
- 「東京熱帯SQUEEZE」KAN
- 「東京の雨を札幌で」秋庭豊とアローナイツ
- 「東京の蟻」春日八郎
- 「東京の一夜」甲斐バンド
- 「東京のお嬢さん」KAN
- 「東京の落葉」菅原都々子
- 「東京の片隅で」藤圭子
- 「東京のサンセット」寺内タケシとバニーズ
- 「東京の空」小田和正（他の同名タイトルとは別の曲）
- 「東京の空」エレファントカシマシ（他の同名タイトルとは別の曲）
- 「東京の空」ファミリーギャング（他の同名タイトルとは別の曲）
- 「東京の空」松崎ナオ（他の同名タイトルとは別の曲）
- 「東京の空」光永亮太（他の同名タイトルとは別の曲）
- 「東京の空」GROOVY GLOW（他の同名タイトルとは別の曲）
- 「東京の空」Tiara（他の同名タイトルとは別の曲）
- 「東京の空青い空」岡晴夫
- 「東京の空からホーイ」林伊佐緒
- 「東京の空恋し」灰田勝彦
- 「東京の空に乗って」片平里菜
- 「東京の空に飛行船」3B LAB.☆S
- 「東京の空の下」遊佐未森
- 「東京の空の下あなたは」山口百恵
- 「東京の空の下で」藤本二三代
- 「東京の空の月」こまどり姉妹
- 「東京の空はくもり」綿めぐみ
- 「東京のためいき」青江三奈
- 「東京の中央」ZEEBRA
- 「東京の椿姫」津村謙
- 「東京の通り」shing02
- 「東京の何処かで」石原裕次郎
- 「東京のどこかで」千昌夫
- 「東京のバスガール」初代コロムビア・ローズ
- 「東京の花売娘」岡晴夫、戸川純
- 「東京の灯（TOKYO NO HI）」浅丘ルリ子
- 「東京の美少年」橋幸夫
- 「東京の人」三浦洸一
- 「東京の瞳」山本富士子
- 「東京の灯よいつまでも」新川二朗
- 「東京の冬」コブクロ
- 「東京の門」越路吹雪
- 「東京の夕焼け」back number
- 「東京の夕焼け」高木たかし
- 「東京の夜」石原裕次郎
- 「東京の夜（ナイト・イン・トウキョウ）」田辺靖雄
- 「東京の夜」渡辺はま子・藤山一郎
- 「東京の夜さようなら」サンボマスター
- 「東京の夜はささやく」和田弘とマヒナスターズ
- 「東京の夜は楽し」和田弘とマヒナスターズ
- 「東京の夜は更けて」いしだあゆみ
- 「東京の夜は短くて」キム・ヨンジャ
- 「東京バード」松たか子
- 「東京バカ踊り」松原隆と東京エコーズ・あかね道子
- 「東京は雨」ジェニーハイ
- 「東京はぐれ鳥」瀬川瑛子
- 「東京は恋する」舟木一夫
- 「東京は恋する街」美空ひばり
- 「東京は恋人」大津美子
- 「東京ハチミツオーケストラ」チャットモンチー
- 「東京波止場」春日八郎
- 「東京は二人の町」浅丘ルリ子
- 「東京発」橘いずみ
- 「東京発」堀内孝雄（上記とは別の曲）
- 「東京発 最終」中澤裕子
- 「東京バッカジャナカロカ」早川亜希
- 「東京ハッスル音頭」チャーリー小林（柏倉つとむ（現：カシワクラツトム））
- 「東京はみなし児 Town Of Orphans」カルメン・マキ
- 「東京は夜の七時」ピチカート・ファイヴ、野本かりあ、バニラビーンズ、LADY BiRD feat. yula.、Saku
- 「東京花火」PUFFY
- 「東京ハムレット」赤池晴子
- 「東京パラダイス」タブレット純
- 「東京バラッド」木根尚登
- 「東京パレード」林伊佐緒
- 「東京ハレンチ天国」ニューロティカ
- 「東京ハロー」タニザワトモフミ
- 「東京美人」中澤裕子
- 「東京百年」舟木一夫
- 「東京白夜」内山田洋とクール・ファイブ
- 「東京氷河」チャン・スー
- 「東京漂流」ジェロ
- 「東京ブギウギ」笠置シヅ子 - FC東京のチャント（味の素スタジアム最寄りの飛田給駅の接近メロディとしても使用）
- 「東京節（パイノパイノパイ）」榎本健一 他
- 「東京ブルース」鶴田浩二
- 「東京ブルース」西田佐知子（上記とは別の曲）
- 「東京ブルー・レイン」ザ・ピーナッツ
- 「東京プレリュード」小畑実
- 「東京ブロンクス」いとうせいこう&タイニーパンクス
- 「東京プレイ・マップ」沢たまき
- 「東京へ行っちゃった」西川峰子
- 「東京へつれてって」小桜エツ子、山本正之
- 「東京慕情」桃井かおり
- 「東京聖夜（Tokyo Holy Night）」榊原郁恵
- 「東京ホタル」SOFFet
- 「東京ホタル」津吹みゆ
- 「東京盆踊り」岡晴夫・宮城しのぶ
- 「東京ボンデージ」人間椅子
- 「東京迷子」あさみちゆき
- 「東京マルディグラ」ココナツ・バンク
- 「東京三日月倶楽部」五木ひろし
- 「東京みちくさ」安倍なつみ
- 「東京ミッドナイト」大塚愛
- 「東京ミッドナイト」沢知美[注釈 1]（上記とは別の曲）
- 「東京ミッドナイト」MY FIRST STORY（上記とは別の曲）
- 「東京ミッドナイト ロンリネス」ソニン
- 「東京港」川地民夫
- 「東京みなと」森進一
- 「東京ミリオン」BEAN BAG
- 「東京みれん」森進一
- 「東京みれん雨」舟木一夫
- 「東京娘」桜たまこ
- 「東京娘」藤山一郎（上記とは別の曲。「東京ラプソディ」のB面）
- 「東京霧笛」氷川きよし
- 「東京迷路」藤圭子
- 「東京めぐり愛」琴風豪規・石川さゆり
- 「東京メルヘン」木之内みどり
- 「東京も今夜は雨」美空ひばり
- 「東京も泣く夜」鏡五郎
- 「東京モナリザ」春日八郎
- 「東京物語」さだまさし
- 「東京物語」森進一（上記とは別の曲）
- 「東京紅葉」野狐禅
- 「東京夜曲」かとうれい子
- 「東京夜曲」藤圭子（上記とは別の曲）
- 「東京夜景」テレサ・テン
- 「東京山彦」春日八郎
- 「東京やんちゃ娘」宮城まり子
- 「東京夢の街」氷川きよし
- 「東京ヨイトコ音頭2020」氷川きよし
- 「東京よさこい」市丸
- 「東京よさようなら」灰田勝彦
- 「東京ライフ」米米CLUB（他の同名タイトルとは別の曲）
- 「東京ライフ」KAN（他の同名タイトルとは別の曲）
- 「東京ライフ」LINDBERG（他の同名タイトルとは別の曲）
- 「東京ライフ」Lucky13（他の同名タイトルとは別の曲）
- 「東京ライフ」Sound Schedule（他の同名タイトルとは別の曲）
- 「東京ラッシュ」細野晴臣、森高千里
- 「東京ラテン系セニョリータ」爆風スランプ
- 「東京ラテン十八番街」美空ひばり
- 「東京ラブ・コール」西川峰子
- 「東京ラブコール」原由子（上記とは別の曲）
- 「東京狂詩曲（ラプソディー）」THE ALFEE
- 「東京ラブマップ」山本正之
- 「東京ららばい」中原理恵
- 「東京ランドスケープ」ポルノグラフィティ
- 「東京ルージュ」藤井香愛
- 「東京ルージュ(アゲアゲ・バージョン)」清水節子
- 「東京流転笠」大川栄策
- 「東京レゲエ」千原ひかり
- 「東京恋愛専科・または恋は言ってみりゃボディブロー」小沢健二
- 「東京 ロケンロー feat. 麗蘭」大黒摩季
- 「東京ロマン」五木ひろし
- 「東京ロマンス」五木ひろし
- 「東京ロマンス娘」山口淑子
- 「東京ロンリー・ナイト」藤田恵美、Takamiy
- 「東京わかれ唄」琴風豪規・石川さゆり
- 「東京渡り鳥」都はるみ
- 「東京ワルツ」千代田照子
- 「東京ワルツ」藤圭子（上記とは別の曲）
- 「東京ATLAS」DREAMS COME TRUE
- 「東京 Bay Side Club」米米CLUB
- 「東京 CITY セレナーデ」カジヒデキ
- 「東京DAYS」槇原敬之
- 「東京Doll」CHAGE and ASKA
- 「東京Gourmet Tour」美少女クラブ
- 「東京HOLD ME TIGHT」桂銀淑
- 「東京KISS」伊能静
- 「東京・Lovers Map」関口誠人
- 「東京NIGHTS」宇多田ヒカル
- 「東京Ocean」BEGIN
- 「東京ONE」般若
- 「東京RAGGA BLAZE外伝 この道を feat. AK-69, MACCHO, RUDEBWOY FACE」SPICY CHOCOLATE・AK-69・RUDEBWOY FACE
- 「東京's Finest feat. BIG-O」ZEEBRA
- 「東京Sickness」芳本美代子
- 「東京Sugar Town」堀ちえみ
- 「東京VICTORY」サザンオールスターズ
- 「東京1975」風
- 「東京27時」弘田三枝子
- 「東京百貨」ステファニー・チェン（広東語）
- 「東京人寿（中国語: 東京人壽）」容祖児（広東語）
- 「東京一転」（広東語版）/「東京夢遊」（日語版）麗英（中国語: 麗英）

カタカナ（「トウキョウ」も含む）
- 「トーキョー・イミテーション」椿屋四重奏
- 「トーキョー・シック」佐野元春&雪村いづみ
- 「トーキョー・シティ・セレナーデ（ARTHUR'S THEME）」佐藤竹善
- 「トーキョーシティー・ヒエラルキー」ヒートウェイヴ、Bank Band
- 「トーキョー・ショック feat. COMA-CHI」RHYMESTER
- 「トーキョー・ストーリー」曽我部恵一
- 「トーキョー舞踏曲（タンゴ）」水田竜子
- 「トーキョー・トワイライト 〜あなたに帰りたい〜」チェウニ
- 「トーキョーハイウェイ」きゃりーぱみゅぱみゅ
- 「トーキョー・バビロン」由紀さおり
- 「トウキョウ・ブラー」Juice=Juice
- 「トーキョー迷子」中島みゆき
- 「トーキョー・マイラブ」チェウニ
- 「トーキョー・ミッドスカイ」小松未可子
- 「トーキョー・ムーンライトセレナーデ」チェウニ
- 「トーキョー・モナムール」ピチカート・ファイヴ
- 「トウキョーSOUL」さかいゆう
- 「トウキョウ・コンフュージョン」PINK CRES.
- 「トウキョウみなと」岩出和也

ローマ字（「TOKIO」も含む）
- 「TOKIO EXPRESS」早見優
- 「Tokyo Aquarium」崎谷健次郎
- 「TOKYO BE-BOP」BACK-ON
- 「TOKYO BLUE」片桐舞子
- 「tokyo blues」斉藤和義
- 「TOKYO BLUES」りりィ
- 「TOKYO BOOGiE BACK」DJ OZMA
- 「Tokyo Calling」新しい学校のリーダーズ（他の同名タイトルとは別の曲）
- 「Tokyo Calling」タダシンヤ（他の同名タイトルとは別の曲）
- 「Tokyo Calling」渡辺美里（他の同名タイトルとは別の曲）
- 「TOKYO CIRCUS」吉川晃司
- 「Tokyo City Night」藤井フミヤ
- 「TOKYO, CITY OF WONDERS.」村田恵里
- 「Tokyo City Serenade」中村あゆみ
- 「TOKYO CLASSIC」RIP SLYME
- 「TOKYO CONNECTION」チェッカーズ
- 「TOKYO CROSS ADDICTION BLUES」森重樹一
- 「Tokyo Cruising Night」鈴木雅之
- 「Tokyo Destiny Land」ファンキー加藤
- 「TOKYO DEVIL」B'z
- 「TOKYO DRIVE feat. DJ WATARAI, DABO」MAY'S
- 「TOKYO ELEGY」稲垣潤一
- 「Tokyo Experience」ジャニーズJr.
- 「Tokyo Eye」Sonic Youth
- 「TOKYO FANTASIA」山下久美子
- 「Tokyo feat. K-OTIX」DJ MITSU THE BEATS
- 「TOKYO FUN OSAKA SOCK IT TO ME」上田正樹
- 「TOKYO GIRL」荻野目洋子、林田健司
- 「TOKYO GIRL」川畑要
- 「TOKYO GIRL」本田美奈子
- 「Tokyo Girl」Ace of Base
- 「TOKYO GIRL」Perfume
- 「TOKYO GIRL」TANAKA ALICE
- 「Tokyo Girls feat. Maspyke」DJ MITSU THE BEATS
- 「TOKYO,GO!」ジョン・ロビンソン
- 「Tokyo I'm on My Way」Puffy AmiYumi
- 「TOKYO, I Scream」SHOW-YA
- 「TOKYO JAPAN」MICKEY RICH from ENT DEAL LEAGUE,SOH BADLY & SHY-N
- 「Tokyo Joe」ブライアン・フェリー
- 「Tokyo Junction」鈴木雅之
- 「Tokyo Jungle」LEOPALDON
- 「TOKYO LADY」ICONIQ
- 「Tokyo, La Nuit」Lescop
- 「TOKYO LIFE」スガシカオ
- 「TOKYO LONELY NIGHT」 ザ・ベンチャーズ
- 「TOKYO LOVE」THE BOOM
- 「TOKYO LOVELIGHT feat. YUCHUN（from 東方神起）」MAKAI
- 「Tokyo Loves feat. ZEEBRA」さかいゆう
- 「Tokyo Love Story」Le Couple
- 「TOKYOMAN」KAN
- 「TOKYO MOON」Chage
- 「Tokyo Night」清水翔太
- 「Tokyo Night」松村雄基
- 「TOKYO NIGHT」Char
- 「Tokyo Nights」Bee Gees
- 「Tokyo Nights」Krokus
- 「Tokyo, Oklahoma」John Anderson
- 「TOKYO PRISON」A.R.B.
- 「TOKYO REFRESH」島田奈美
- 「Tokyo Rendez-Vous」King Gnu
- 「Tokyo Road」ボン・ジョヴィ
- 「Tokyo Rose」中森明菜
- 「Tokyo Rose」Riot
- 「Tokyo Rose」Van Dyke Parks
- 「Tokyo, Round and Round」ムーンライダーズ
- 「Tokyo Runaway Blues」藤井フミヤ
- 「Tokyo's A Lonely Town」山下達郎
- 「Tokyo Snow Trip」Iggy Azalea
- 「Tokyo Sound Machine」T-SQUARE
- 「TOKYO SPECIAL」笠井紀美子
- 「Tokyo Star」加藤ミリヤ
- 「TOKYO STOMP」RIP SLYME
- 「Tokyo Storm Warning」Elvis Costello
- 「TOKYO TOKYO 〜18 BLUES〜 feat. EL-REY, 山口リサ」HOKT
- 「TOKYO TOKYO feat. COMA-CHI」ARIA
- 「Tokyo(Vampires and Wolves)」The Wombats
- 「TOKYO WALKIES」堂島孝平
- 「tokyo wind」DEEN
- 「Tokyo Witch」Beach House
- 「TOKYO ZOO」矢沢永吉
- 「TOKYO...0051」ジュディ・オング

ローマ字＋日本語（「TOKIO」も含む）
- 「TOKIOジュテーム」小川はる子
- 「TOKYO異邦人」チョン・ソヒ
- 「Tokyoうそつき倶楽部」半田浩二
- 「Tokyoうそつき倶楽部II」半田浩二&チェウニ
- 「TOKYO海燕」藤あや子
- 「TOKYOかくれんぼ」坂本冬美
- 「Tokyo 彼女」プリンセスプリンセス
- 「TOKYO銀河」ジェロ、甲斐バンド
- 「Tokyo散歩」大塚愛
- 「TOKYOダーリン」CASCADE
- 「TOKYO通信 〜Urbs Communication〜」SOUL'd OUT
- 「Tokyoという片隅」モーニング娘。'16
- 「Tokyoという理由」globe
- 「TOKYOナイト&デイ」所ジョージ
- 「Tokyo夏休み」井上昌己
- 「Tokyoに雪が降る」チェウニ、すぎもとまさと
- 「TOKYO挽歌」ちあきなおみ
- 「TOKYOプラスティック少年」男闘呼組
- 「TOKYOふられ小町」可愛かずみ
- 「TOKYOベイ・ブルース」スターボー
- 「TOKYO べらんめえ SOUL」鈴木雅之
- 「TOKYO迷子」藤井香愛
- 「Tokyo見返り美人」研ナオコ
- 「Tokyo野蛮人」ラ・ムー（菊池桃子）
- 「TOKYOララバイ」青江三奈
- 「TOKYO指紅（ルージュ）」世良公則
- 「TOKYOル・ネオン」ダ・カーポ
- 「TOKYOワルツ」由紀さおり
- 「Tokyo22：00」篠原美也子
- 「TOKYO 8月 サングラス」今井美樹
- 「TOKYOナイト＆デイ」所ジョージ

### タイトルに「東京」が付く楽曲
漢字
- 「嗚呼!深紅の旗東京（ふるさと）に還る」色鉛筆[注釈 2]
- 「あゝ東京は夜もすがら」灰田勝彦
- 「アイビー東京」三田明
- 「青森県北津軽郡東京村」三上寛
- 「あこがれの東京」東京プリン
- 「憧れの東京」藤山一郎
- 「あこがれ・花の東京」 チューリップ
- 「アブラゼミ♂ 東京バージョン」AIR BAND、AIR BAND feat.雄&直
- 「雨の東京」真木ひでと
- 「雨の夜の東京（ONE RAINY NIGHT IN TOKYO）」和田弘とマヒナスターズ
- 「今さら東京」秋ひとみ
- 「イライラ東京」三浦正弘とハニー・ブラザーズ
- 「ウナ・セラ・ディ東京(Una sera di Tokyo)[注釈 3]」ミルバ、ザ・ピーナッツ、西田佐知子、坂本スミ子、和田弘とマヒナスターズ、カテリーナ・ヴァレンテ
- 「オータムイン東京」和田弘とマヒナスターズ
- 「おさらば東京」三橋美智也
- 「おもかげ東京」都はるみ
- 「俺ら東京さ行ぐだ」吉幾三
- 「俺は東京のタフ・ガイさ」石原裕次郎
- 「俺らは東京へ来たけれど」藤島桓夫
- 「キサス・キサス東京」純烈
- 「気まぐれ東京っ子」美空ひばり
- 「霧の東京」美空ひばり
- 「グッド・ナイト東京」松尾和子
- 「グッドバイ東京」岡晴夫
- 「現代東京奇譚」桑田佳祐
- 「恋する東京」沢たまき
- 「恋する東京」パーキッツ（上記とは別の曲）
- 「ココ東京」AQUARIUS
- 「こんにちは東京」佐良直美
- 「さすらい東京」美空ひばり
- 「砂漠のような東京で」いしだあゆみ
- 「さようなら東京さん」松山恵子
- 「サヨナラ東京」坂本九
- 「サヨナラ東京」藤圭子（上記とは別の曲）
- 「しっちゃかめっちゃか東京」殿様キングス
- 「週刊東京「少女A」」爆風スランプ
- 「松竹少女歌劇主題歌 ジャズ東京」淡谷のり子
- 「新東京小唄」フランク永井
- 「新東京小唄」藤圭子（上記とは別の曲）
- 「スウヰング東京」ディック・ミネ
- 「スタコイ東京」菊地正夫（城卓也）、ちあきなおみ
- 「スーベニール東京」ザ・ピーナッツ
- 「大東京」ケツメイシ
- 「大東京音頭」三波春夫、三橋美智也、都はるみ 他
- 「大東京行進曲」四家文子
- 「大東京万博」 Tempalay
- 「どうせ東京の片隅に」門倉有希
- 「長い夜…東京」J-WALK
- 「泣きむし東京」森進一
- 「ネオ東京唱歌」上坂すみれ
- 「新（ネオ）・東京ラプソディー」山下達郎
- 「ノーチェ・デ・東京」金井克子
- 「バイバイ東京」大石加奈子
- 「花薫る東京」鶴田浩二
- 「花嫁東京」市丸
- 「花の東京」中野忠晴・淡谷のり子
- 「花の東京」水森かおり（上記とは別の曲）
- 「パラダイス東京」小野由紀子
- 「はんぶん東京人」石原詢子
- 「ひとり東京の片隅で」森進一
- ｢ひとりぼっち東京｣ 結束バンド
- 「ブエナス・ノーチェス・東京」鶴岡雅義と東京ロマンチカ
- 「二人の東京」ジューシィ・フルーツ
- 「二人のムラサキ東京」キンモクセイと東京ジェンヌ、ポカスカジャン&ヒルタ・ナユミと魅惑の東京サロン
- 「冬の東京」裕木奈江
- 「フラワー東京」中村晃子
- 「ブルー・ムーン・イン東京」フランク永井
- 「フレッシュ東京」吉永小百合
- 「僕の東京地図」曽根史朗
- 「星空のトーキョー」チェウニ
- 「ホロホロ東京」小林旭
- 「真昼の東京」おおはた雄一
- 「マンチスター東京 feat Bigga」妄走族
- 「ミストラルa東京」浅香唯
- 「ミッドナイト東京」川辺妙子[注釈 4]
- 「メランコリー東京」ザ・ブルーインパルス
- 「メロメロ東京」殿様キングス
- 「もし、私が東京って曲を作れたら」おおきゆりね
- 「モナムール東京」ピチカート・ファイヴ
- 「ヤング・ヤング東京」ジュディ・オング
- 「行こうぜ東京」美樹克彦
- 「夢淡き東京」藤山一郎
- 「夜の東京」淡谷のり子
- 「夜の東京 君と飛ばそう」安田章子
- 「夜の東京の片隅で」黒木憲
- 「よろしく頼むぜ東京どん」林厚夫
- 「ラブユー東京」黒沢明とロス・プリモス
- 「ラリラリ東京」三浦正弘とアロハ・ブラザーズ[注釈 5]
- 「ルムバ東京」由利あけみ
- 「若い東京の屋根の下」橋幸夫&吉永小百合
- 「私の東京」関種子
- 「私は東京」イルカ
- 「BYE BYE東京」坂田修
- 「ECDの東京っていい街だなぁ」ECD
- 「GOD'S LOYAL LOVE〜東京は夜の7時」矢野顕子（収録アルバム名は『東京は夜の7時』。ピチカート・ファイヴの曲とは別）
- 「18の東京」安斉かれん

カタカナ（「トウキョウ」も含む）
- 「カラフル・トーキョーサウンズ・NO.9」Aira Mitsuki
- 「グッドナイト・トーキョー」浜田省吾
- 「センチメンタルトーキョー」三橋美智也
- 「ニュー・トーキョー・ソング」岡晴夫
- 「ノンストップ・トゥ・トーキョー」ピチカート・ファイヴ、RIP SLYME
- 「走れ!! トーキョー・タウン」サザンオールスターズ
- 「ハロー! トウキョウ」槇原敬之
- 「星空のトーキョー」チェウニ
- 「モノクロトウキョー」サカナクション
- 「リスペクトーキョー」アップアップガールズ（仮）
- 「リトル・トーキョー」杉山清貴
- 「ワン・レイニー・ナイト・イン・トーキョー」越路吹雪、西田佐知子 他

ローマ字
- 「雨のTokyo Night」古澤剛
- 「異国〜TOKYO IN THE NIGHT」篠原涼子
- 「一石を投じる Tokyo midnight sun」UVERworld
- 「悲しい街さ〜TOKYO〜」前川清&クール・ファイブ
- 「サーフィンTokyo」パール兄弟
- 「七夕 in TOKYO」三浦友和
- 「不思議 TOKYO シンデレラ」セイントフォー
- 「まさか・Tokyo」寺尾聰
- 「ミッドナイトTOKYO」フランク永井
- 「ムリだなTOKYO」アルファ&DJ TASAKA
- 「ロンリーTokyoライツ」和田アキ子
- 「Baile TOKYO」RIP SLYME
- 「Bomb Tokyo」Music Operator Band[1]
- 「Come sta, Tokyo?」ムーンライダーズ
- 「Conrad Tokyo」A Tribe Called Quest
- 「downtown tokyo」Seiko
- 「I LOVE TOKYO」BLANKEY JET CITY
- 「In The Spotlight（TOKYO）」安室奈美恵
- 「JAL to Tokyo」Underworld
- 「Lady Tokyo」ビートたけし
- 「Let's Go to Tokyo」少年隊
- 「Life in Tokyo」ジャパン
- 「Little Tokyo」小田和正
- 「Love From Tokyo」Rita Coolidge
- 「Lullaby for TOKYO CITY」Awesome City Club
- 「Midnight Tokyo」DJ Tonk
- 「Midnight in Tokyo」Y&T
- 「Moonlight Tokyo Bay」角松敏生
- 「My Private Tokyo」Vicious Pink（英語版）
- 「NIGHT OF TOKYO CITY」モーニング娘。
- 「Outside Tokyo」The Stranglers
- 「Over Tokyo」Collective Soul
- 「Planet Tokyo」PUFFY
- 「Rainy Night in Tokyo」Michael Franks（英語版）
- 「Radio Tokyo」Puffy AmiYumi
- 「Samba de Tokyo」THE BOOM
- 「There'll Be A Little Smokio In Tokyo」Don Baker
- 「Turn Around in Tokyo」The Babys
- 「TOP OF TOKYO」BUDDHA BRAND
- 「Vacation in Tokyo」Urge Overkill
- 「Welcome to TOKYO」三代目 J Soul Brothers from EXILE TRIBE
- 「Woman from Tokyo」Deep Purple
- 「90'S TOKYO BOYS」OKAMOTO'S
- 「ウェーイTOKYO」フジコーズ

### 歌詞に「東京」を含む楽曲
楽曲は英語表記「Tokyo」も含む
- 「明日の故郷」デューク・エイセス
- 「いつも君がいた」 THE ALFEE
- 「生命ぎりぎり」藤圭子
- 「エジソン」黒木渚
- 「おなじ星」Jungle Smile
- 「女のブルース」黒沢明とロス・プリモス、藤圭子
- 「帰郷」西川峰子
- 「君が好き」Mr.Children
- 「君の故郷は」デューク・エイセス
- 「キラリ☆」東京女子流
- 「急行券とリズム」Conton Candy
- 「恋かくれんぼ」富田靖子
- 「恋花火」大石加奈子
- 「高原のお嬢さん」舟木一夫
- 「さすらい」近藤真彦
- 「淋しき街」吉田拓郎
- 「サファイアの瞳」THE ALFEE
- 「城南TRAIN 2」LUNA&SkyHi,AKASHINGO,SHING CHANG,AMAZON
- 「水星」鈴木京香
- 「制服」松田聖子
- 「ゼブラーマンの歌」水木一郎
- 「センス・オブ・ワンダー」RIP SLYME
- 「卒業」斉藤由貴、松下萌子、乙葉 他
- 「智恵子抄」二代目コロムビア・ローズ
- 「テクノポリス」イエロー・マジック・オーケストラ
- 「とんぼ」長渕剛
- 「なごり雪」かぐや姫、イルカ 他
- 「春を告げる」yama
- 「ふたりのGraduation」THE ALFEE
- 「ふるさと」モーニング娘。
- 「ヘッドライト」新沼謙治
- 「僕は泣いちっち」守屋浩、トリオ・ロス・パンチョス（「Estoy Llorando」の題名でカバー）、あがた森魚
- 「星から来た二人」ピンクレディー
- 「未来は霧の中に」松任谷由実
- 「ムーンライトステーション」SEKAI NO OWARI
- 「ユリイカ」サカナクション
- 「夜汽車」 THE ALFEE
- 「夜霧のインペリアル・ロード」黒沢明とロス・プリモス
- 「別れの律動」 THE ALFEE
- 「Alone」Zebrahead
- 「American Lady」Suzi Quatro
- 「American Princess」Eric Hutchinson
- 「ANALOG QUEEN」ICE
- 「Cherry Tree」Aura Dione
- 「Day After Day」Pretenders
- 「Destroy All Monsters」I Hate Myself
- 「Discovering Japan」Graham Parker
- 「Dong Work for Yuda」Frank Zappa
- 「Dig You Later (A Hubba-Hubba-Hubba )」Perry Como
- 「Footsteps」John Cale & Brian Eno
- 「Geisha Dreams」Rollergirl
- 「Godzilla」Blue Öyster Cult
- 「Godzilla」Michale Graves
- 「Godzilla」Racer X
- 「Good Morning」いきものがかり
- 「Heartache All over the World」Elton John
- 「Hourglass」A Perfect Circle
- 「I Came in Peace」Buckethead
- 「in the city」 小田和正
- 「JOHNAN TRAIN」LUNA,風,U-SIN,SHING CHANG,HALLELUJAH
- 「Love for the Night」We Are Harlot
- 「Midnight Carnival」Achille Lauro
- 「Nai's March」Superorganism
- 「Navy Blue」Diane Renay（英語版）
- 「Passion」Rod Stewart
- 「Raise Your Hands」Bon Jovi
- 「Restless Nights」Scorpions
- 「Rickshaw Riding」BoDeans
- 「Sake Bomb」The D4
- 「Shintaro」Men at Work
- 「SODASUI」山崎ハコ
- 「SPECIALZ」King Gnu
- 「STAY TUNE」Suchmos
- 「Super Scooter Happy」CAPSULE、きゃりーぱみゅぱみゅ
- 「Where's My Girl」Sparks
- 「YES-YES-YES」 オフコース
- 「You Are Here」John Lennon

### タイトルに「江戸」が付く楽曲
- 「江戸ッ子佐七」美空ひばり
- 「江戸っ子寿司」美空ひばり
- 「江戸ッ子部隊」古川緑波日本ビクター・リズム・ジョーカーズ
- 「江戸ッ子マンボ」美空ひばり
- 「江戸の手毬唄」五木ひろし
- 「江戸の手毬唄II」℃-ute
- 「江戸の闇太郎」美空ひばり （新東宝『ひばりの三役 競艶雪之丞変化』主題歌）
- 「江戸の花」橋幸夫 （『伝七捕物帳』エンディング・テーマ）
- 「江戸の黒豹」杉良太郎 （『新五捕物帳』主題歌）
- 「江戸ポルカ」一青窈
- 「俺ら江戸っ子 浅太郎」氷川きよし
- 「お江戸恋しや」美空ひばり
- 「お江戸手まり唄」美空ひばり
- 「お江戸-O・EDO-」カブキロックス（沢田研二「TOKIO」の替え歌）
- 「お江戸チョイチョイ節」伍代夏子
- 「お江戸流れ星IV」PUFFY
- 「お江戸の色女」長山洋子
- 「お江戸のさのさ」氷川きよし
- 「お江戸はカーニバル!」中川翔子
- 「お江戸めおと星」神楽坂浮子
- 「大江戸いろは纏」美空ひばり
- 「大江戸瓦版」五木ひろし
- 「大江戸かわら版」三波春夫（上記とは別の曲）
- 「大江戸喧嘩花」小林幸子
- 「大江戸旅ガラス」Psycho le Cému
- 「大江戸ディスコ」フラチナリズム
- 「大江戸冒険譚」ザ・モップス
- 「大江戸夢小唄」小川真由美（『おんな浮世絵・紅之介参る!』主題歌）
- 「大江戸出世小唄」高田浩吉（松竹キネマ『大江戸出世小唄』主題歌）、氷川きよし
- 「火事と喧嘩は江戸の花」山内惠介
- 「火事と喧嘩は江戸の華」石川さゆり feat.KREVA・MIYAVI
- 「火事と喧嘩は江戸の華 feat. E.D.O.」RIZE（上記とは別の曲）
- 「恋のお江戸の歌げんか」舟木一夫
- 「花のお江戸は華盛り」THE GOOD-BYE

### 歌詞に「江戸」を含む楽曲
- 「絵草紙若衆」勝新太郎
- 「おいら歌舞伎のぬらりひょん」ひまわり屋
- 「ここは八百八町」巻上公一・坂本千夏
- 「佐武と市捕物控」坂梨昇
- 「ちゃっきり金太の唄」榎本健一 （P・C・L『エノケンのちゃっきり金太』主題歌）
- 「ちゅるりちゅるりら」でんぱ組.inc
- 「遠山の金さん」親分&子分ズ（『遠山の金さん捕物帳』主題歌）
- 「雪之丞変化」美空ひばり
- 「Silver Mantis」Kris Kristofferson &  Rita Coolidge

## 東京都区部

### 複数の場所
地名・場所
- 青山・赤坂・浅草・上野・神田・銀座・渋谷・白金・原宿
  - 「スキヤキ・ソング」ピチカート・ファイヴ
- 青山・赤坂・銀座・新宿・東京
  - 「東京の女」ザ・ピーナッツ、後に椎名林檎がカバー
- 青山・赤坂・銀座・四谷
  - 「想い出の女」黒沢明とロス・プリモス
- 青山・宇田川・裏原宿・恵比寿・表参道・公園通り・下北沢・代官山・台場・広尾
  - 「東京の合唱」ピチカート・ファイヴ
- 青山・恵比寿・青梅街道・柿の木坂・環状七号線（曲中では「環七」）・高円寺・渋谷・代官山・高輪（魚籃坂・泉岳寺）・東京・都立大学・碑文谷・目黒（目黒通り）・槍ヶ崎
  - 「今度はいったい何回目の引越しになるんだろう」吉田拓郎
- 青山・新宿（新宿アルタ）・吉祥寺
  - 「君は東京」ゆず
- 青山・乃木坂・六本木
  - 「鳳仙花」渡哲也
- 六本木
  - 「六本木界隈・夢界隈」山内惠介
- 青山・原宿・六本木
  - 「恋の青山・原宿・六本木 〜ゆらり待夢〜」ロス・インディオス
- 青山・渋谷・目黒
  - 「東京に来い」KAN
- 青山通り・紀伊国坂・外濠公園・山手通り
  - 「もすぐ秋ですネェ」AKA、レディオ954
- 赤坂・浅草
  - 「サンチョパンサの女」MEN'S 5[注釈 6]
- 赤坂・浅草・池袋・上野・吉祥寺・銀座・錦糸町・渋谷・新宿・中野・原宿・六本木
  - 「盛り場哀歌」天童よしみ
- 赤坂・浅草・銀座・渋谷・新宿
  - 「Tokyo」井上陽水、桃井かおり、友近
- 赤坂・池袋・銀座・渋谷・新宿・六本木
  - 「盛り場ブルース」森進一
- 赤坂・お茶の水・麹町・四谷
  - 「春マゲドン」スチャダラパー
- 赤坂・表参道・乃木坂・原宿
  - 「時には一人で」いしだあゆみ
- 赤坂・汐留・台場・天王洲・八重洲口・有楽町・六本木
  - 「Lazy Boy」Creepy Nuts
- 赤坂・渋谷・原宿・高輪・東京タワー（曲中では「タワー」）・乃木坂・一ツ木通り
  - 「別れても好きな人」パープル・シャドウズ、それから10年後にロス・インディオス&シルヴィアがカバー（原曲である作曲者の佐々木勉盤では、原宿⇒青山、高輪⇒狸穴（まみあな）である。）
- 赤坂サカス・赤羽・歌舞伎町・渋谷・新宿・祖師ヶ谷大蔵・日比谷・広尾・六本木
  - 「50TAラップ 〜東京寄り道メロディ〜」50TA（狩野英孝）
- 赤坂・神谷町（渋谷区）・汐留・台場・半蔵門・六本木（ギロッポン）
  - 「金八DANCE MUSIC」私立恵比寿中学
- 赤羽・池袋・鶯谷・王子・蒲田・亀戸・北千住・山谷・高円寺・新大久保・新小岩・立川・中野・三鷹
  - 「新小岩から亀戸へ」潤ますみ[注釈 7]
- 秋葉原（曲中では「アキハパラ」）・お台場（曲中では「オダイパ」）・歌舞伎座・歌舞伎町・雷門（曲中では「カミナリマン」）・首都高速道路
  - 「ニホンノミカタ -ネバダカラキマシタ-」矢島美容室
- 秋葉原（曲中では「アキバ」）・池袋・上野・銀座・渋谷・新宿（ルミネ）・新橋・巣鴨（巣鴨地蔵）・代官山・台場・東京・レインボーブリッジ（曲中では「レインボー」）
  - 「HOME TOWN -東京編-」ザ!!トラベラーズ
- 秋葉原・恵比寿・銀座・渋谷・巣鴨・中野・日比谷・町田
  - 「買い物しようと町田へ」私立恵比寿中学
- 浅草・荒川・押上・木根川橋・曳舟
  - 「木根川橋」さだまさし
- 浅草・有明・お茶の水・吉祥寺・九段下・渋谷・新宿・神保町・千駄木・田町・調布・築地市場・中野坂上・西馬込・目黒・四谷
  - 「Tokyo」□□□
- 浅草・池袋・上野・恵比寿・北千住・銀座・錦糸町・五反田・渋谷・新宿・日暮里
  - 「盛り場二十年」安藤昇
- 浅草・池袋・上野・神田・錦糸町・渋谷・新宿
  - 「資本論のブルース」大城晋
- 浅草・上野・神田・銀座・新宿・日本橋・日比谷
  - 「東京の屋根の下」灰田勝彦
- 浅草・上野・銀座・新宿・隅田川・東京駅・二重橋・日本橋・丸の内
  - 「東京見物」中野忠晴&コロンビア・ナカノ・リズム・ボーイズ
- 浅草・梅島（足立区）・木場・錦糸町・小岩・千駄木・滝野川（北区）・泪橋・業平橋・成増・日暮里・根津・深川・堀切・町屋・三河島・谷中・竜泉
  - 「東京右側ドゥワップ小僧」U字工事
- 浅草・押上・金町・亀戸・錦糸町・小岩・平井
  - 「はしご酒」藤圭子
- 浅草・お堀端・銀座・言問橋・不忍池・新宿・東京タワー・日比谷・山手線
  - 「虹のターミナル」北原謙二
- 浅草・神田
  - 「お祭りマンボ」美空ひばり
- 浅草・神田・銀座・新宿
  - 「東京ラプソディ」藤山一郎
- 浅草・神田・銀座・新宿・築地
  - 「街のセレナーデ」藤山一郎
- 浅草・神田・後楽園（後楽園ホール）
  - 「メトロに乗って」斉藤和義
- 浅草・銀座・新宿
  - 「関東流れ者」松方弘樹
- 浅草・銀座・新宿・丸の内
  - 「東京行進曲」佐藤千夜子
- 浅草・九段坂・二重橋
  - 「東京だよおっ母さん」島倉千代子
- 浅草（雷門・十二階・浅草寺・仲見世・花やしき）・警視庁・帝国劇場（曲中では「帝劇」）・東京駅・馬場先門・日比谷公園・丸の内
  - 「東京節」あがた森魚
- 麻布・飯倉・首都高速道路（曲中では「首都高」）・東京タワー
  - 「夜明け」クレイジーケンバンド
- 麻布・五反田・品川・新大久保・新宿・六本木
  - 「Help me!!」モーニング娘。
- 麻布・三田
  - 「12の34で泣いて with 涙四姉妹」恵比寿マスカッツ
- 麻布十番・恵比寿・吉祥寺・三軒茶屋・下北沢・西麻布
  - 「スキャンダル」テレサ・テン
- 麻布十番（曲中では「十番」）・鮫洲駅
  - 「公私混同」ゆりあとたけお
- 有明テニスの森公園・夢の島
  - 「素敵なモーニング・ドライブ」生稲晃子（うしろ髪ひかれ隊）
- 飯田橋・神楽坂
  - 「他の星から」乃木坂46
- 池袋・恵比寿・吉祥寺・三軒茶屋・新宿・六本木
  - 「東京、宵町草。」前田有紀
- 池袋・御茶の水・銀座・後楽園・丸ノ内（東京メトロ丸ノ内線）
  - 「丸ノ内サディスティック」椎名林檎
- 池袋・歌舞伎町・銀座・渋谷・丸の内
  - 「大不況行進曲」山本正之
- 池袋・銀座
  - 「女の流れ唄」藤圭子
- 池袋・渋谷・新宿
  - 「ゲンシバクダンの歌」六文銭
- 池袋（曲中では「ブクロ」）・渋谷・円山町
  - 「FUTURECHECKA feat. SIMON, COMA-CHI & TARO SOUL」加藤ミリヤ
- 上野広小路・大手町・京橋・銀座
  - 「明治大恋歌」守屋浩
- 鶯谷・代々木八幡
  - 「Good bye,Good girl」テンテンコ
- 恵比寿・品川
  - 「駅（恵比寿〜上大岡）」ゆず
- 恵比寿・六本木
  - 「ロッポンポン☆ファンタジー」恵比寿マスカッツ
- 大手町（丸ビル）・北千住・新宿・高田馬場・東京・西早稲田
  - 「幸せでいよう」TANEBI
- 小滝橋通り・歌舞伎町・環状七号線（曲中では「環七」）・桜台・神保町・千川・三田・目黒
  - 「ラーメン二郎」グループ魂
- 葛西（葛西出入口）・小菅（小菅出入口）・首都高速中央環状線（曲中では「首都高環状線」）・首都高速6号向島線（曲中では「6号向島」）・千住新橋（千住新橋出入口）・船堀（船堀橋出入口）・四つ木（四つ木出入口）
  - 「ウキウキロックンロールドライブ」ダイナマイト ヨウ - TVアニメ『クレヨンしんちゃん』挿入歌
- 歌舞伎町・銀座八丁目・道玄坂・六区街
  - 「東京花ものがたり」藤圭子
- 雷門・新宿駅・ハチ公前広場（曲中では「渋谷のハチ公」）
  - 「スタア誕生」キングギドラ
- 神田明神・新宿・隅田川・湯島天神・吉原
  - 「辻斬り小唄無宿編」人間椅子
- 北千住・銀座・新宿
  - 「全国縦断追っかけのブルース」ハナ肇とクレージーキャッツ
- 吉祥寺・代官山・六本木
  - 「NANGIやね」美空ひばり
- 銀座（数寄屋橋）・勝どき・隅田川・佃・月島・東京スカイツリー・仲見世通り・日本橋・人形町（甘酒横丁）
  - 「粋な下町 恋の街」氷川きよし
- 銀座・渋谷モヤイ像・西麻布・原宿
  - 「私マンボー」恵比寿マスカッツ
- 銀座・新宿・豊洲
  - 「豊洲の女」三沢カヅチカ
- 銀座・東京オリンピックスタジアム（曲中では「新国立」）・豊洲
  - 「2020 ボクらのトウキョウ」GAKU-MC
- 銀座・原宿・六本木
  - 「カッコマン・ブギ」ダウン・タウン・ブギウギ・バンド
- 銀座・みゆき通り・有楽町
  - 「だって×2ウキウキ」 田村ゆかり
- 五反田・西馬込・代々木公園
  - 「それぞれのライフ」ケツメイシ
- 東雲（東雲橋・辰巳橋）・台場・東京タワー・豊洲駅・晴海通り
  - 「PUNKY SIXTEEN BOY」中島卓偉
- 渋谷・新宿
  - 「あたしきっと無限ルーパー」私立恵比寿中学
- 渋谷・新宿・代官山・原宿
  - 「さみしくないもん」UNDER17（桃井はるこ）
- 渋谷・二子玉川（曲中では「二子玉」）
  - 「恋の天気予報」風味堂
- 渋谷・六本木
  - 「Grateful Days」Dragon Ash feat ZEEBRA & ACO
- 下北沢・原宿
  - 「下北以上 原宿未満」藤井フミヤ
- 新宿・新橋・台場・東京・西葛西
  - 「ゴーゴー東京」T&Cボンバー
- 新橋・柳橋・両国
  - 「酔って候」柳ジョージ&レイニーウッド
- 水天宮・宝町（現京橋の一部）・日本橋・人形町・八丁堀・浜町
  - 「日本橋から」関種子、小野由紀子
- 隅田川・浅草寺・佃島
  - 「深川情話」島津悦子
- 隅田川（勝鬨橋）・東京スカイツリー・東京タワー
  - 「のびしろ」Creepy Nuts
- 多摩川・東京タワー
  - 「恐竜が街にやってきた」上条恒彦、子門真人
- 東京タワー（曲中では「タワー」）・道玄坂（SHIBUYA109（曲中では「109」））
  - 「上京タワー」MOROHA
- 日本武道館（曲中では「武道館」）・日比谷野外音楽堂（曲中では「野音」）・LIQUIDROOM（曲中では「リキッド」）・Zepp Tokyo（曲中では「Zepp」）、
  - 「やめるなら今だ」MOROHA
- 羽田・浜松町・東中野
  - 「電信柱にひっかけた夢」長渕剛
- 晴海・日比谷・明治神宮
  - 「A HAPPY NEW YEAR」Base Ball Bear

エリア
- ウォーターフロント
  - 「哀愁Dream」横田早苗
  - 「君と中古車とラジオショウ」ヒャダイン
  - 「トライアングルブルース」チェッカーズ
  - 「湾岸（ベイサイド）ホテル」小金沢昇司
  - 「摩天楼ブルース」東京JAP
  - 「私自身」いしだあゆみ
  - 「湾岸24時」中島みゆき
  - 「A LONG GOODBYE（長い別れ）」浜田省吾
  - 「Tiny Planet」中西圭三
- 下町
  - 「時間ですよ〜東京下町あたり」森光子
  - 「下町歌ごよみ」金沢明子
  - 「下町川」笹みどり
  - 「下町銀座」長山洋子
  - 「下町スウィング」泰葉 - 東京湾岸道路も登場
  - 「下町の太陽」倍賞千恵子 - 東京下町を舞台とした同名映画主題歌
  - 「東京下町恋物語」黒木姉妹
  - 「〜東京下町〜夜明け橋」三笠優子
  - 「東京の下町娘」神楽坂浮子
  - 「ねずみ小僧」蒼彦太
  - 「風鈴横丁」南こうせつ
  - 「夢落葉」秋岡秀治、岡千秋
  - 「Downtown Story（下町のふたり）」鈴木聖美
  - ｢下町の上、山の手の下｣　中島みゆき
- 千駄木・根津・谷中（谷根千）
  - 「東京がふる里になっちゃった」岩崎正
  - 「やねせん小唄」石川さゆり

### 各区
全国地方公共団体コード順。曲順はアルファベット・50音順。
千代田区、中央区、港区、新宿区、文京区、台東区、墨田区、江東区、品川区、目黒区、大田区、世田谷区、渋谷区、中野区、杉並区、豊島区、北区、荒川区、板橋区、練馬区、足立区、葛飾区、江戸川区

#### 千代田区
- 千代田
  - 「I'm A Cranky Old Yank In A Clanky Old Tank」Bing Crosby
- 丸の内
  - 「丸の内音頭」藤本二三吉・三島一声（「東京音頭」の元歌）
  - 「丸の内ストーリー」畑中葉子&ビートたけし
  - 「恋の丸ビル丸の内」鉄仮面（作間毅）[注釈 8]
  - 「Shade and Shadow」古内東子
- 東京駅
  - 「アーモンド」黒木渚
  - 「赤いハイヒール」太田裕美
  - 「大阪行きは何番ホーム」吉田拓郎
  - 「制服」吉田拓郎
- 有楽町
  - 「有楽町で逢いましょう」フランク永井
  - 「有楽町で溶けましょう」電気グルーヴ
- 日比谷公園
  - 「ランチタイムが終わる頃」松任谷由実
- 永田町駅（半蔵門線）
  - 「月曜日のロボット」松任谷由実
- 九段下・千鳥ヶ淵（日本武道館周辺）
  - 「大きな玉ねぎの下で」爆風スランプ、山崎まさよし
  - 「風に立つライオン」さだまさし - 千鳥ヶ淵
  - 「経る時」松任谷由実 - 千鳥ヶ淵・フェヤーモントホテル
- 靖国神社
  - 「九段の桜」野坂昭如
  - 「九段の妻」菊池章子
  - 「九段の母」塩まさる、二葉百合子 他
  - 「靖国の母」二葉百合子
- 御茶ノ水（神田、ニコライ堂、聖橋、駿河台）
  - 「お茶の水」川野夏美
  - 「お茶の水あたり」江口有子
  - 「お茶の水えれじい」井上順
  - 「お茶の水グラフィティ」Silent Siren
  - 「お茶の水時代」森昌子
  - 「お茶の水シャンソン」半田健人
  - 「御茶ノ水慕情」木根尚登
  - 「お茶の水暮色」あさみちゆき
  - 「一心太助」橋幸夫
  - 「ウッドストックを忘れない」伊藤薫
  - 「カトランの薔薇」角川博
  - 「神田小唄」二村定一
  - 「ジュゴンの背中に乗って」め組
  - 「スカラー・ソング」石田一涙
  - 「青春お茶ノ水」平田隆夫とセルスターズ
  - 「青春の坂道」湯原昌幸
  - 「大学かぞえうた」守屋浩
  - 「中央線お茶の水」森田公一とトップギャラン
  - 「東京悲歌（エレジー）」三條町子
  - 「東京レレレのレ」くるり
  - 「ニコライの鐘」藤山一郎
  - 「ハーモニカ・ブルース」小沢昭一
  - 「復興神田音頭」霧島昇・松原操
  - 「窓娘」さよなら、また今度ね
  - 「マロニエ讀本」ゲルニカ
  - 「檸檬」さだまさし
  - 「JAGUAR」つしまみれ
  - 「わっしょわっしょで」藤原義江
- 秋葉原
  - 「雨の秋葉原（アキバ）の物語」松本香苗
  - 「秋の葉の原っぱで」でんぱ組.inc
  - 「アキバ系」イノキン
  - 「アキバで抱きしめて」大野まりな
  - 「アキバに行くのん!」桜川ひめこ
  - 「秋葉原」吾妻光良 & The Swinging Boppers
  - 「アキハバライフ♪」でんぱ組.inc
  - 「秋葉原☆キラリ」明和電機
  - 「アキハバラブ」ぱふゅーむ×DJ momo-i
  - 「アキハバラプソディー」桃井はるこ
  - 「一件落着ゴ用心」イヤホンズ
  - 「石丸電気の歌」藤本房子& とみた いちろう（MOJO）
  - 「オノデンボーヤCMソング」のこいのこ
  - 「カウントダウンをいたしませう!」完全メイド宣言
  - 「カオス秋葉原」まにきゅあ団
  - 「くちづけキボンヌ」でんぱ組.inc
  - 「恋に新参!」中川翔子
  - 「サトームセンCMソング」串田アキラ
  - 「サンキトウセン!」イヤホンズ
  - 「せかいじゅうのAKIHABARAで」桃井はるこ
  - 「なんてったってシャングリラ」でんぱ組.inc
  - 「AKB48」AKB48
  - 「Once Upon Time in AKIHABARA」POARO
  - 「SPACE! WAVE! AKIBA-POP!!」MOSAIC.WAV
- 神田小川町（顔のYシャツ）
  - 「まちあわせ」たま
- 麹町
  - 「お菓子職人」山口百恵
  - 「麹町」阿部真央
- 三番町
  - 「袋小路三番町」梶芽衣子
- 外神田・神田明神
  - 「銭形平次」舟木一夫
  - 「外神田小唄」奈保里子、浅草房奴
  - 「やくざ若衆祭り唄」美空ひばり
- 神保町
  - 「神保町」あさみちゆき
  - 「神保町哀歌」邪神ちゃん（鈴木愛奈）[注釈 9]
- 桜田門
  - 「ああ!!桜田門」舟木一夫

#### 中央区
- 銀座
  - 「赤いマフラー」槇原敬之
  - 「いとしの銀巴里」美輪明宏
  - 「おしゃれ娘」淡谷のり子
  - 「俺は銀座の騎兵隊」守屋浩
  - 「おんなの西銀座」フランク永井
  - 「銀座」古内東子
  - 「銀座アンノン娘」所ジョージ
  - 「銀座イエスタデイ」植木等
  - 「銀座尾張町」東海林太郎
  - 「銀座音頭」美空ひばり
  - 「銀座・おんな・雨」美川憲一
  - 「銀座かぐや姫」千昌夫
  - 「銀座かっぽれ」楠トシエ
  - 「銀座カンカン娘」高峰秀子、ダディ竹千代&東京おとぼけCATS
  - 「銀座九丁目水の上」神戸一郎、氷川きよし
  - 「銀座ゴーゴー」天地総子
  - 「銀座小路」松前ひろ子
  - 「銀座志ぐれ」丸山和歌子
  - 「銀座すずらん通り」舟木一夫
  - 「銀座セレナーデ」二村定一
  - 「銀座セレナーデ」藤山一郎（上記とは別の曲）
  - 「銀座ネオン・パラダイス」スターダストレビュー
  - 「銀座のあの娘」山田太郎
  - 「銀座の雨の物語」小西博之・清水由貴子
  - 「銀座のお恵ちゃん」藤圭子
  - 「銀座の女」森進一
  - 「銀座のキューピット」園まり
  - 「銀座の恋の物語」石原裕次郎&牧村旬子
  - 「銀座の子守歌」にしきのあきら
  - 「銀座の庄助さん」北島三郎
  - 「銀座の雀」森繁久彌、織井茂子
  - 「銀座の蝶」大津美子
  - 「銀座のトンビ〜あと何年・ワッショイ」沢竜二、すぎもとまさと、半田浩二
  - 「銀座のマキ」美川憲一
  - 「銀座の夜」フランク永井
  - 「銀座の夜のブルース」石原裕次郎
  - 「銀座の若旦那」高島忠夫
  - 「銀座はマロン」松尾和子
  - 「銀座ひとりぼっち」天地真理
  - 「銀座ブルース」松尾和子&和田弘とマヒナスターズ、西田佐知子
  - 「銀座ブルー・ナイト」青江三奈
  - 「銀座旋風児（ぎんざマイトガイ）」小林旭
  - 「銀座マラゲーニャ」ペドロとクリスティーナ
  - 「銀座マリ」雪村いづみ
  - 「銀座夜のブルース」石原裕次郎
  - 「銀座四丁目」美空ひばり
  - 「銀座ラプソディ」コヤマP（小山慶一郎・山下智久）、小山慶一郎（NEWS）
  - 「銀座ルネッサンス」朝丘雪路&ランブラーズ
  - 「銀座ロマンス」氷川きよし
  - 「銀ブラソング」鈴村一郎
  - 「銀ブラソング」二村定一（上記とは別の曲）
  - 「銀ブラ娘」松山恵子
  - 「銀ブラ娘」美空ひばり（上記とは別の曲）
  - 「黒い落葉」水原弘
  - 「ぐんぐん銀座」知川ユキ[注釈 10]
  - 「恋の銀座」黒沢明とロス・プリモス
  - 「恋のブルー銀座」フランク永井
  - 「恋は銀座の柳から」灰田勝彦
  - 「さいざんすマンボ」トニー谷&宮城まり子
  - 「洒落男」二村定一、榎本健一
  - 「深夜の銀座裏」勝新太郎
  - 「たそがれの銀座」黒沢明とロス・プリモス
  - 「だって×2ウキウキ」田村ゆかり
  - 「東京銀座は他人町」小林旭
  - 「何かありそな西銀座」奥村チヨ
  - 「西銀座駅前」フランク永井
  - 「西銀座五番街」西郷輝彦
  - 「パルテノン銀座通り」たま
  - 「春は銀座の柳から」市丸
  - 「ビギン・ザ・ギンザ」U字工事
  - 「二人の銀座」和泉雅子・山内賢
  - 「冬子のブルース」美川憲一
  - 「フラリ銀座」モーニング娘。'18
  - 「星のナイト・クラブ」西田佐知子
  - 「ものがたりは銀座」里見浩太朗
  - 「ゆき子は銀座を離れます」小林旭
  - 「夜の銀ギツネとタヌキ」うしおと一郎 - TVアニメ『かりあげクン』OP曲
  - 「夜の銀ブラ」バートン・クレーン
  - 「若い銀座」美空ひばり
  - 「ワカラン・ソング」高倉敏、近江俊郎、渡辺一恵
  - 「笑い薬」二村定一（歌詞の中の尾張町とは、現在の銀座5丁目6丁目）
  - 「Sexx Laws」Beck
- 日本橋
  - 「お江戸日本橋」デューク・エイセス、中野忠晴&コロンビア・ナカノ・リズム・ボーイズ
  - 「ててご橋」バーブ佐竹
  - 「日本橋のうた」五木ひろし
- 八丁堀
  - 「浮かれ駕籠」高田浩吉
  - 「お江戸八丁堀」美空ひばり
- 浜町
  - 「浜町河岸」市丸
  - 「浜町傾け傘」氷川きよし
  - 「浜町夜話」由紀さおり
  - 「明治一代女」新橋喜代三、市丸、美空ひばり、越路吹雪 他
  - 「雪の浜町河岸」市丸
- 水天宮
  - 「水天宮と多摩センター」特撮
- 明石町
  - 「築地明石町」小野由紀子
  - 「築地明石町」東海林太郎（上記とは別の曲）
- 築地
  - 「男華」香田晋
  - 「こぼれ紅」秋岡秀治
  - 「築地、午前2時」服部隆之
- 月島
  - 「雨の月島」石倉三郎
- 佃島
  - 「佃ながし」市丸
- 晴海
  - 「波になって」いしだあゆみ

#### 港区
- 東京タワー
  - 「哀愁の東京タワー」遠藤賢司
  - 「おやすみ東京タワー」あさみちゆき
  - 「鏡の中の東京タワー」田野ユタカ
  - 「午前0時の東京タワー」カズン
  - 「さくら散る、東京タワー」宇都美慶子
  - 「手のひらの東京タワー」松任谷由実、石川セリ、野宮真貴
  - 「ドアをノックするのは誰だ?」小沢健二
  - 「東京、午前4時」浜崎容子
  - 「トウキョータワー」CHAGE
  - 「東京タワー」天野月
  - 「東京タワー」石野真子 - 東京タワー開業50周年 公式応援ソング
  - 「東京タワー」今滝真理子
  - 「東京タワー」キンモクセイ
  - 「東京タワー」中島卓偉
  - 「東京タワー」フラワーカンパニーズ
  - 「東京タワー」美空ひばり
  - 「東京タワー」ミッツ・マングローブ
  - 「東京タワー」リュ・シウォン
  - 「東京タワー」Bluem of Youth
  - 「東京タワー」GOKIGEN SOUND
  - 「東京タワー」HEARTS
  - 「東京タワー」THE BOOM
  - 「東京タワー 〜親父たちの挽歌〜」半田健人
  - 「東京Tower」ZELDA
  - 「東京タワーが雨に泣いている」荒木とよひさ
  - 「東京タワー・シック」門あさ美
  - 「東京タワーはどこから見える?」欅坂46
  - 「東京タワーを鉛筆にして」アグネス・チャン
  - 「東京タワーを消せるなら」池田聡
  - 「ナンバーナイン」 米津玄師
  - 「プロミス・タワー」辛島美登里
  - 「Misty」今井美樹
  - 「SINGLES」Mr.Children
  - 「TOKYO TOWER」角松敏生
  - 「Tokyo Tower」My Little Lover
- 青山
  - 「青山 通り雨」湯原昌幸&西崎緑
  - 「皮のジャンパー」所ジョージ
  - 「銭がなけりゃ」高田渡
  - 「ダンシング」いしだあゆみ
  - 「Aoyama」［Alexandros］
  - 「青山散歩」ステフィー・タン（広東語）
- 北青山
  - 「北青山3丁目4番地」荻野目洋子
- 南青山
  - 「南青山 -心はClose出来ない-」和田アキ子
  - 「南青山三丁目」山内惠介
- 赤坂
  - 「赤坂 霧雨 交差点」半田浩二
  - 「赤坂で別れて」石原裕次郎&八代亜紀
  - 「赤坂どん底一ツ木周辺」ダウン・タウン・ブギウギ・バンド
  - 「赤坂の夜は更けて」西田佐知子、島倉千代子 他
  - 「赤坂ブリッツ」佐野元☆春子と有馬次郎
  - 「赤坂ブルース」美川憲一
  - 「赤坂めぐり逢い」三沢あけみ & 日下優
  - 「雨の赤坂」ジャッキー吉川とブルー・コメッツ、角川博
  - 「恋の赤坂」チャーリー＆マッシー
  - 「コモエスタ赤坂」ロス・インディオス&シルヴィア、中森明菜
  - 「どうするの赤坂」山田邦子&高嶋政伸
  - 「ひとりで歩くのが好き」松原智恵子
  - 「まさか赤坂Show Time」ゴスペラッツ
  - 「めぐり逢い赤坂」新沼謙治&松原のぶえ
  - 「夢でも愛して」山本譲二&城之内早苗
  - 「AKASAKAたぬき村」ハヤト
  - 「Kikuchiyo to Mohshimasu」Pink Martini[注釈 11]
- 稲荷坂周辺
  - 「名月赤坂マンション」大滝詠一
- グランドプリンスホテル赤坂
  - 「チキンライス」浜田雅功と槇原敬之
  - 「東京クリスマス」電気グルーヴ
- 六本木
  - 「哀愁の六本木」井上宗孝とシャープファイブ
  - 「雨の六本木」DEEN
  - 「追いかけて六本木」鈴木ゆかり
  - 「危険な女の六本木」前川清
  - 「恋のダウン・タウン」平山三紀
  - 「六本木〜GIROPPON〜（ぎろっぽん）」鼠先輩
  - 「続・六本木純情派」荻野目洋子
  - 「出もどり魔女」畑中葉子
  - 「ナイト・イン六本木」三田明
  - 「ヨルノ、ロッポンギ」美川憲一
  - 「六本木」南沙織
  - 「六本木あたり」加納ひろし
  - 「六本木海峡」藤田恵美、すぎもとまさと
  - 「六本木界隈・夢花火」山内惠介
  - 「六本木十時軍」杉浦幸
  - 「六本木純情派」荻野目洋子
  - 「六本木ショット」矢沢永吉
  - 「六本木心中」アン・ルイス、相川七瀬 他
  - 「六本木ストーリー」LiLiCo
  - 「六本木ツンデレラ」DJ OZMA
  - 「六本木の赤い月」柏原芳恵
  - 「六本木のベンちゃん」ザ・ナンバーワン・バンド
  - 「六本木の夜」平尾昌章
  - 「六本木バツイチ」日野美歌
  - 「六本木星屑」伊藤美裕
  - 「六本木慕情」鈴木雅之
  - 「六本木物語」森進一
  - 「六本木ララバイ」いしだあゆみ
  - 「六本木ララバイ」内藤やす子（上記とは別の曲）
  - 「六本木レイン」研ナオコ
  - 「わかれ道」伊勢正三、かぐや姫
  - 「interlude〜六本木のテーマ」椎名純平
  - 「Pachinko」The Pogues
  - 「The Roppongi Tokyo」t-Ace
  - 「Yankee, Go Home」Van Dyke Parks
  - 「4AM ROPPONGI」pleymo
- 乃木坂
  - 「乃木坂の詩」乃木坂46
  - 「乃木坂の女」舟木一夫
  - 「メランコリー」梓みちよ、吉田拓郎
  - 「ラブユー東京パートII」上野旬也とロス・プリメーロ オルケスタ
- 麻布
  - 「まにまに」木梨憲武
  - 「AZABUまで」平山三紀
  - 「Side Dish」清水翔太
- 西麻布
  - 「雨の西麻布」とんねるず
  - 「口ゲンカしないで♪」恵比寿マスカッツ
  - 「西麻布伝説」MINMI
  - 「ベイシック・ライン」RIP SLYME
  - 「ミニッツ・メイド」RIP SLYME
  - 「Rambling Rose」矢沢永吉
- 飯倉（麻布台）
  - 「飯倉グラフィティ」小林麻美
  - 「クレオパトラの夢」小林旭・八代亜紀
  - 「よくやるね」和田アキ子
- 麻布十番
  - 「麻布十番物語」木梨憲武
  - 「口説きながら麻布十番 duet with みの もんた」SDN48
- 麻布狸穴町
  - 「恋は静かに」沢たまき
- 芝
  - 「芝浜ゆらゆら」林家たい平
- 浜松町
  - 「浜松町で逢いましょう」ポカスカジャン&ヒルタ・ナユミと魅惑の東京サロン
- 台場
  - 「お台場の女」部長と部下 - 牧原俊幸と中村仁美の音楽ユニット
  - 「お台場ムーンライトセレナーデ」高山厳&中澤ゆうこ
  - 「カイト」槇原敬之
  - 「東京ホテル」美川憲一
  - 「湾岸スキーヤー」少年隊（歌詞中の「海沿いのTVステーション」はフジテレビ社屋の事である。）
- 新橋
  - 「新橋駅でさようなら」灰田勝彦
  - 「新橋2丁目7番地」あさみちゆき
- 汐留
  - 「甘い股関節」大堀めしべ
- 青山墓地
  - 「246 LONELY NIGHT」所ジョージ
- 外苑前
  - 「哀愁」島倉千代子
  - 「夢見る恋人たち」山内惠介
  - 「FRYDAY NIGHT」田口淳之介

#### 新宿区
- 新宿
  - 「紅とんぼ」ちあきなおみ（童謡「赤とんぼ」とは別の曲）
  - 「雨の新宿」津山洋子&大木英夫
  - 「命預けます」藤圭子
  - 「カメラのさくらやCMソング」山川ユキ[注釈 12]
  - 「ギター流して今晩わ」西川峰子
  - 「金色のライオン」川村かおり
  - 「淋しい新宿」李麗仙
  - 「昭和・路地裏話」小林旭
  - 「新宿」オトナモード
  - 「新宿赫い雪」佐瀬寿一
  - 「新宿海峡」北原ミレイ
  - 「新宿恋物語」大塚博堂
  - 「新宿が荒野だった頃」山本正之
  - 「新宿銀次」すぎもとまさと
  - 「新宿ぐらし」青江三奈
  - 「新宿ゴールデン街」扇ひろこ
  - 「新宿午前3時25分」ビートたけし
  - 「新宿子守歌」山崎ハコ
  - 「新宿サタデー・ナイト」」青江三奈
  - 「新宿三文オペラ」リッキー&960ポンド（前野曜子）、亀渕友香
  - 「新宿シャンソン」星屑スキャット
  - 「新宿純愛物語」仲村トオル・一條寺美奈 - 東映映画「新宿純愛物語」挿入歌
  - 「新宿情話」細川たかし、ちあきなおみ 、船村徹
  - 「新宿仁義」緑川アコ
  - 「新宿心中」原田芳雄 - 松竹映画「我に撃つ用意あり」主題歌
  - 「新宿シンデレラ」海援隊
  - 「新宿そだち」津山洋子&大木英夫
  - 「新宿ダダ」山川ユキ
  - 「新宿たずね人」長山洋子
  - 「新宿旅鴉」尾形大作
  - 「新宿烏」楳図かずお（映画『おろち』の中で谷村美月が歌っていた）
  - 「新宿ドリーム feat. MSC & KAORI TAKEDA」I-DeA
  - 「新宿流れ唄」都はるみ
  - 「新宿なみだ町」八代亜紀
  - 「新宿西口摩天楼」オーノキヨフミ
  - 「新宿によろしく」都はるみ
  - 「新宿の女」藤圭子
  - 「新宿の恋人たち」朝丘雪路
  - 「新宿の月」山本譲二
  - 「新宿のひと」五木ひろし
  - 「新宿の夜」青江三奈
  - 「新宿の夜は濡れている」賀川雪絵
  - 「新宿はぐれ鳥」内藤やす子
  - 「新宿バックストリート」ダウン・タウン・ブギウギ・バンド
  - 「新宿波止場」美空ひばり
  - 「新宿ふらふら」カルーセル麻紀
  - 「新宿ブルース」扇ひろ子、青江三奈、梶芽衣子
  - 「新宿ブルームーン」氷川きよし
  - 「新宿ホームタウンブルース」原田芳雄
  - 「新宿マドモアゼル」チコとビーグルス
  - 「新宿満月」香田晋、五木ひろし
  - 「新宿・みなと町」森進一
  - 「新宿みれん」青江三奈
  - 「新宿未練橋」三條正人
  - 「新宿無情」安藤昇
  - 「新宿物語」木根尚登
  - 「新宿野郎」間宮ひろし
  - 「新宿夜霧」敏いとうとハッピー&ブルー
  - 「新宿ラブストーリー」西田敏行
  - 「新宿ララバイ」斉藤和義
  - 「新宿ロフト恋の物語」ニューロティカ
  - 「新宿を語る 冬」仲井戸麗市
  - 「なみだ恋」八代亜紀
  - 「ヨドバシカメラの歌」MIQ（「リパブリック讃歌」替え歌）
  - 「夜の新宿しのび愛」西川峰子
  - 「レイニー新宿ライン」重音テト
  - 「ワンナイト新宿」坂上二郎
  - 「dawn patrol」DEEN
  - 「Sayonara Love」Dirty Loops
  - 「Sushi Girl」The Tubes
  - 「30年を2時間半で…」森山良子 - 新宿のデパ地下が舞台
- 新宿二丁目
  - 「新宿二丁目」いわき純
  - 「新宿二丁目・ほたる草」都はるみ
  - 「新宿二丁目・迷い道」浜博也
  - 「再見二丁目」ミリアム・ヨン（広東語）
- 西新宿
  - 「雨の成子坂」山本正之
  - 「シンクロナイズド・モーニング」堂島孝平
  - 「西新宿で逢ったひと」前田有紀
  - 「西新宿の親父の唄」長渕剛
- 新宿駅（JR東日本）
  - 「思い出に間にあいたくて」松任谷由実
  - 「新宿駅から」五木ひろし
  - 「冬の夜」篠原美也子
  - 「洋子の…新宿追分」長山洋子
- 歌舞伎町
  - 「歌舞伎町の王様」東京プリン
  - 「歌舞伎町の女王」椎名林檎
  - 「今夜は華になる」美川憲一
  - 「青春時代」GOING STEADY
- 神楽坂
  - 「神楽坂」小金沢昇司
  - 「神楽坂」神野美伽（上記とは別の曲）
  - 「神楽坂ごよみ」川中美幸
  - 「恋の神楽坂」井上陽水
  - 「花街一代」松前ひろ子
  - 「母国情緒」東京事変
  - 「ロマンティック神楽坂」石野陽子
- 面影橋
  - 「面影橋」NSP
  - 「大義援!オモカゲマンの歌」山本正之
  - 「追憶の面影橋」八代亜紀
- 四谷
  - 「四ツ谷駅」矢島洋子
  - 「四谷・3丁目」北川かつみと調布エンカーズ
  - 「四谷三丁目」ビートたけし&たけし軍団
  - 「四ツ谷ロマン」木根尚登
- 四谷・四谷大木戸・左門町
  - 「四谷・大木戸・左門町」角川博
- 曙橋
  - 「曙橋 〜路地裏の少年〜」すぎもとまさと
- 大久保
  - 「エクレア」岡崎体育、中村舞子
- 高田馬場
  - 「元禄桜吹雪 決闘高田の馬場」三波春夫
  - 「高田馬場で乗り換えて」スカート
- 新宿西口商店街
  - 「しょんべん横丁ブルース」所ジョージ -しょんべん横丁は新宿西口商店街のかつての俗称。

#### 文京区
- 湯島
  - 「アドバルーン」服部祐民子
  - 「湯島恋もよう」西尾夕紀
  - 「湯島月夜」美空ひばり
  - 「湯島の白梅」小畑実、藤圭子
  - 「湯島慕情」松尾雄史
- 後楽園ゆうえんち
  - 「ようこそ輝く時間へ」松任谷由実
- 本駒込
  - 「お七」水曜日のカンパネラ[注釈 13]
- 本郷
  - 「嗚呼玉杯（第十二回紀念祭東寮寮歌）」
  - 「灯台賛歌」野坂昭如
- 茗荷谷
  - 「茗荷谷」家主

#### 台東区
- 浅草
  - 「浅草キッド」ビートたけし
  - 「浅草Guilty Girlの歌」高橋ポルカ（声：綾咲穂音）
  - 「浅草ぐらし」水前寺清子
  - 「浅草行進曲」二村定一・天野喜久代（「道頓堀行進曲」の替え歌）
  - 「浅草しぐれ」海津栄、三島敏夫、笹みどり、藤圭子
  - 「浅草姉妹」こまどり姉妹
  - 「浅草流し」春日八郎
  - 「浅草日記」渥美清
  - 「浅草人情」春日八郎（他の同名タイトルとは別の曲）
  - 「浅草人情」橋幸夫（他の同名タイトルとは別の曲）
  - 「浅草人情」氷川きよし（他の同名タイトルとは別の曲）
  - 「浅草人情ストーリー」逢川まさき
  - 「浅草の唄」藤山一郎、関敬六、小沢昭一
  - 「浅草の男」杉良太郎
  - 「浅草の肌」竹山逸郎・服部富子
  - 「浅草の鳩ポッポ」こまどり姉妹
  - 「浅草八景」石原詢子
  - 「浅草ばやし」島倉千代子・神戸一郎
  - 「浅草パラダイス」渡辺ひろ美
  - 「浅草ブルース」灰田勝彦
  - 「浅草メロドラマ」島倉千代子
  - 「あさくさ物語」水前寺清子
  - 「浅草ラプソディ」裕子と弥生
  - 「浅草六区」LIZARD
  - 「鐘は上野か浅草か」小畑実
  - 「唐獅子牡丹」高倉健、江利チエミ
  - 「仁丹塔の唄」あがた森魚 - 仁丹塔はかつて存在した塔
  - 「浅草寺」麻里絵
  - 「ちょっと待って浅草」北原ミレイ
  - 「チンガラホケキョーの唄」渥美清
  - 「電気ブラン」あがた森魚
  - 「プカドンドン」榎本健一&古川ロッパ
  - 「ほおずき」氷川きよし
  - 「メトロに乗って浅草へ」上々颱風
- 仲見世通り
  - 「下町(ダウンタウン) Love ルネッサンス」ハイ・ファイ・セット
- アメ横
  - 「暦の上ではディセンバー」アメ横女学園芸能コース、ベイビーレイズ
- 上野
  - 「上野に五時半」千昌夫 & コロッケ
  - 「上野の恋の物語」菊池正美 & 折笠愛 & 高田由美
  - 「上野の山」エレファントカシマシ
  - 「復興節」添田知道（さつき）、他（「上野の山」を「蒲田まで」とした歌詞もある）
  - 「Only You」くるり
- 上野駅
  - 「あゝ上野駅」井沢八郎
- 上野動物園
  - 「ボクはお猿の機関士で」河井坊茶・伴久美子・土屋忠一・川田孝子・松田トシ・津々木桂子・安西愛子・三木鶏郎（「僕は特急の機関士で」の替え歌）
- 御徒町
  - 「寝過ごして御徒町」オーノキヨフミ
- 山谷
  - 「山谷ブルース」岡林信康
- 鶯谷
  - 「うぐいすだにミュージックホール」笑福亭鶴光

#### 墨田区
- 墨田
  - 「嫁に来ないか墨田区へ」NO PLAN - 内村光良らによる番組内ユニット
- 本所
  - 「長編歌謡浪曲 元禄名槍譜 俵星玄蕃」三波春夫
- 両国
  - 「両国月夜」青木光一
- 東京スカイツリー
  - 「スカイツリー」新妻聖子（他の同名タイトルとは別の曲）
  - 「スカイツリー」ミドリカワ書房（他の同名タイトルとは別の曲）
  - 「スカイツリー」ゆいにしお（他の同名タイトルとは別の曲）
  - 「スカイツリーは雲の上」さくらまや
  - 「東京スカイツリー音頭」相原ひろ子
  - 「わかってるやろ」トータス松本
  - 「TOKYOスカイツリー音頭」なでしこ姉妹（上記とは別の曲）
  - ｢花の塔｣ さユり
- 錦糸町
  - 「錦糸町ブルース」三島敏夫とそのグループ

#### 江東区
- 深川
  - 「深川」市丸、美空ひばり
  - 「深川くずし」江利チエミ、ザ・ピーナッツ、奥村チヨ
  - 「深川しぐれ橋」鏡五郎
  - 「深川ブルース」三代目コロムビア・ローズ
- 門前仲町
  - 「恋の門前仲町」和田弘とマヒナスターズ
- 亀戸
  - 「亀戸の森夜はふけて」土取利行（「赤旗の歌」の替え歌）
- 亀戸天神社
  - 「さよならを嘘にかえて」松尾雄史（曲中では「亀戸天神」）
- 夢の島
  - 「夢の島セレナーデ」20th Century

#### 品川区
- 大井町駅
  - 「25歳の女は」鈴木祥子
- 戸越銀座
  - 「戸越銀次郎のうた」石田洋介
- 五反田
  - 「逢いたくて五反田」西野亮廣とおかめシスターズ - キングコング・西野の企画ユニット
  - 「五反田嬢」間々田優
- 品川
  - 「品川音頭」都はるみ
  - 「品川心中」人間椅子
  - 「灼熱らぶ」TUBE - 歌詞のメインは湘南だが、2番のサビの歌詞の中に品川が出てくる

#### 目黒区
- 目黒区
  - 「アヴァンチュール中目黒」MATSURI
  - 「城南ハスラー2 feat. DABO, UZI, G.K.MARYAN」ZEEBRA
- 自由が丘
  - 「自由が丘」高橋優
  - 「自由が丘の女」内山田洋とクール・ファイブ
  - 「ふたり、人生、自由ヶ丘」チャットモンチー
- 碑文谷
  - 「目黒」エンディ・チョウ（広東語）
- 中目黒駅
  - 「「じゃあね」が切ない」乃木坂46

#### 大田区
- 大田区
  - 「大田区でプロポーズ」テツandトモ
  - 「大田区よいとこ一度はおいでチョイナチョイナ」大田クルー
  - 「セガガガ・マーチ」金子剛
- 蒲田
  - 「蒲田行進曲」川崎豊・曽我直子、松坂慶子・風間杜夫・平田満
  - 「Kamata Hollywood City」Gun Club
- 羽田空港
  - 「さよならを言わなかった」和久井映見
  - 「空へ帰る人」大津美子
  - 「土曜の夜は羽田に来るの」ハイ・ファイ・セット
  - 「バイ・バイ・ジェット」いしだあゆみ
  - 「羽田空港の奇跡」TOKIO
  - 「羽田発7時50分」フランク永井
  - 「羽田ブルース」シシド・カフカ feat.横山剣 with CRAZY KEN BAND
- 洗足池
  - 「夕凪ぎの池」NSP
- 旧国鉄大井工場
  - 「民族独立行動隊の歌」中央合唱団

#### 世田谷区
- 世田谷区
  - 「こちら東京」フラワーカンパニーズ
  - 「世田谷のアラブ人」所ジョージ
  - 「世田谷ラブストーリー」back number
- 二子玉川
  - 「怒りのハイヒール」高橋優（曲中では「二子玉」）
  - 「二子玉川」チャオ ベッラ チンクエッティ
- 二子玉川園
  - 「かんらん車」松任谷由実
- 下北沢
  - 「シモキタ」影山ヒロノブ - 後述の「三鷹市上連雀」と同曲異詞。
  - 「下北沢ブルース」GROOVY GLOW
  - 「ドッキドキ! LOVEメール」松浦亜弥
  - ｢LADY JANE｣　中島みゆき
- 三軒茶屋
  - 「恋の終わり三軒茶屋」岩佐美咲
  - 「三軒茶屋」古谷一行
  - 「三軒茶屋の女」東京プリン
- 桜新町
  - 「桜新町 町歌」夜桜四重奏
- 駒沢
  - 「駒沢あたりで」加川良
  - 「I'm sorry」Mr.Children
- 三宿
  - 「おいしい関係II」チェウニ&すぎもとまさと
- 明大前
  - 「Na・de・Na・Deボーイ」スピッツ
- 給田
  - 「バッキンガム」水曜日のカンパネラ
- 代田
  - 「世田谷代田」Cody・Lee (李)

#### 渋谷区
- 渋谷
  - 「危険な関係」KinKi Kids、吉田拓郎
  - 「キングストンの街」森山良子
  - 「偶然を言い訳にして」乃木坂46
  - 「群青」YOASOBI
  - 「サイレントマジョリティー」欅坂46
  - 「渋谷が住所」K DUB SHINE
  - 「渋谷で5時」鈴木雅之&菊池桃子
  - 「渋谷漂流記」RHYMESTER
  - 「渋谷ブルース」乃木坂46
  - 「渋谷ものがたり」新沼謙治
  - 「制服が邪魔をする」AKB48
  - 「ディア ロンリーガール」加藤ミリヤ
  - 「どこまで行っても渋谷は日本の東京」けみお
  - 「ベタな失恋〜渋谷に降る雪〜」キュンキュンアイドリング!!!
  - 「レッツゴツモン、パンプモン〜ゴツモン & パンプモンのテーマ〜」ゴツモン（杉本ゆう） & パンプモン（寺田はるひ）
  - 「hard to say」Crystal Kay
  - 「MOTOR MAN TY SHIBUYA 〜featuring "Departing from New Shibuya Terminal"」SUPER BELL"Z
  - 「Long Strange Golden Road」The Waterboys
  - 「Peacocks in the Video Rain」John Vanderslice
  - 「SHIBUYA」一世風靡セピア
  - 「SHIBUYA」角松敏生
  - 「SHIBUYA」BECCA feat.初音ミク
  - 「SHIBUYA DREAM feat. Miss Monday & SIMON」SPICY CHOCOLATE
  - 「SHIBUYA NIGHT featuring TOMOYASU TAKEUCHI」さかいゆう
  - 「Shibuya Station」Louise Attaque
  - 「Shibuya Station」デイヴィッド・ベノワ
  - 「SHIBUYAのファビュラス」道重さゆみ
  - 「シブヨル」おかゆ
  - 「109（マルキュー）」AKB48
  - 「5月の風を抱きしめて」草彅剛
  - 「5時の渋谷で!」カジヒデキ
- 渋谷駅
  - 「駅」中森明菜、竹内まりや - 東急東横線旧渋谷駅が舞台[2]
  - 「Departing from New Shibuya Terminal」向谷実
  - 「渋谷車站見」ツインズ（広東語）
  - 「渋谷駅前等」フェリックス・ラム（中国語: 林智樂）（広東語）
- 公園通り
  - 「ウィークエンドの公園通り」麻生よう子
  - 「化粧なんて似合わない」岩崎良美
  - 「公園通り」ガロ
  - 「公園通り」ゆず（上記とは別の曲）
  - 「渋谷からPARCOが消えた日」欅坂46
  - 「ドーナツ･ソング」山下達郎 - ミスタートーナツのCMソングに起用されており、楽曲制作当時公園通りにあったミスタードーナツ渋谷公園通りショップが舞台
  - 「涙 -Made in tears-」前川清、中島みゆき
  - 「MajiでKoiする5秒前」広末涼子
- 道玄坂
  - 「雨降り道玄坂」ふきのとう
  - 「恋上手」古内東子
  - 「恋の道玄坂」並木路子
  - 「今宵B.Y.Gで」BEGIN - 実在するロック喫茶「B.Y.G」が舞台
  - 「渋谷通り雨」三善英史
  - 「週末モーニン」さかいゆう
  - 「道玄坂で見た景色」BEGIN
  - 「two of us」CHAGE and ASKA
- 円山町
  - 「円山・花町・母の町」三善英史
  - 「まるやまブルース」川中美幸
  - 「まほろば○△」ポルノグラフィティ
- 代官山
  - 「愛情と友情」谷村有美
  - 「代官エレジー」藤井隆
  - 「代官山恋物語」城之内早苗
  - 「代官山リフレイン」ゆず
  - 「デザイナーズマンション」スキマスイッチ
  - 「ふれあいUSA」キンモクセイ
  - 「cosmic rendez-vous」DEEN
- 南平台町
  - 「一服」東京事変
- 槍ヶ崎
  - 「いろんな気持ち」DREAMS COME TRUE
  - 「My Love, My Milk」カジヒデキ
- 原宿
  - 「乙女 パスタに感動」タンポポ
  - 「かわいいだけじゃだめですか？」CUTIE STREET
  - 「ぎりぎりセーフ」きゃりーぱみゅぱみゅ
  - 「恋をしちゃいました!」タンポポ
  - 「ジュクウォーカー」風男塾
  - 「倍倍FIGHT!」CANDY TUNE
  - 「原宿あたり」沢たまき
  - 「原宿いやほい」きゃりーぱみゅぱみゅ
  - 「原宿キッス」田原俊彦
  - 「原宿グラフィティ」麻丘めぐみ
  - 「原宿心中」新田一郎
  - 「原宿トワイライト」石川よしひろ
  - 「原宿の雨」中村晃子
  - 「原宿ミッドナイト・サブウェイ」庄野真代
  - 「原宿メモリー」高田みづえ（新田一郎「原宿心中」の題名を変えたカバー・シングル）
  - 「原宿6:00集合」モーニング娘。
  - 「ペニーレインへは行かない」吉田拓郎
  - 「ヨロシク原宿」ニックじゃがあず（西山浩司&小柳みゆき）
  - 「Do it! Now」モーニング娘。
  - 「Harajuku Girl」グウェン・ステファニー
  - 「HARAJUKU WONDER」MADEMOISELLE YULIA
  - 「I'm a Cuckoo」Belle and Sebastian
  - 「Rich Girl」Gwen Stefani
- 原宿・表参道
  - 「赤いゲタの女の子」有頂天
  - 「彼女（オードリー）になりたい」小川範子
  - 「表参道」斉藤和義
  - 「表参道」チャオ ベッラ チンクエッティ
  - 「表参道」Char
  - 「表参道」KAN
  - 「表参道軟派ストリート」水谷豊
  - 「表参道日暮れ前」青江三奈
  - 「表参道26時」サカナクション
  - 「風の街」山田パンダ、吉田拓郎
  - 「それぞれの原宿」ロス・インディオス&シルヴィア
  - 「ペニーレインでバーボン」吉田拓郎
  - 「ポール・ポーリー・ポーラ」泰葉
  - 「Fly away」渡辺真知子
  - 「迷失表参道」張敬軒（広東語）
- 明治神宮外苑
  - 「遠く遠く」槇原敬之（曲中では「外苑」）
- アメリカ橋
  - 「アメリカ橋」湖東美歌・狩人・奥山侊伸
  - 「アメリカ橋」山川豊（上記とは別の曲）
- 並木橋
  - 「霧雨で見えない」松任谷由実
  - 「はしゃぎすぎた街の中で僕は一人遠回りした」ゲスの極み乙女。
  - 「5時から7時までのマキ」カジヒデキ
- 恵比寿
  - 「歌え!踊れ!エビーダダ!」私立恵比寿中学
  - 「キングオブ学芸会のテーマ〜Nu Skool Teenage Riot〜」私立恵比寿中学
  - 「ご存知!エビ中音頭」私立恵比寿中学
  - 「スクランブル」後藤真希
  - 「タクシー音頭」恵比寿ロータリー姉妹
  - 「真夜中の2時恵比寿」恵比寿ロータリー姉妹
- LIQUIDROOM
  - 「「聴きたかったダンスミュージック 、リキッドルームに」」サカナクション
- 参宮橋
  - 「参宮橋」ゴスペラーズ
- 代々木
  - 「代々木にて」サンボマスター
- 代々木公園
  - 「日曜日の退屈」國府田マリ子
- 青山学院
  - 「学生時代」ペギー葉山、原由子、安田祥子

#### 中野区
- 中野
  - 「あゝ中野駅」山本正之
  - 「中野グラフィティ」木根尚登
- 江古田
  - 「江古田」山崎まさよし
- 上高田
  - 童謡「たきび」巽聖歌作詞

#### 杉並区
- 高円寺
  - 「高円寺」中島卓偉
  - 「高円寺」よしだたくろう（上記とは別の曲）
  - 「高円寺心中」筋肉少女帯
  - 「高円寺を紡ぐ」木根尚登
  - 「ここここ高円寺」山本正之
  - 「さらば高円寺」ロス・プリモス
  - 「幸せと書いた手紙」THE BOOM
  - 「東高円寺」今陽子、すぎもとまさと
  - 「銀河鉄道の夜」GOING STEADY
- 阿佐谷
  - 「阿佐谷北 3:00am」杏子
  - 「阿佐ヶ谷小春日和」木根尚登
  - 「おしぼりをまるめたら」阿佐ヶ谷姉妹
  - 「キャッチボール」渡辺美里（歌詞中の「中央線で吉祥寺の三つ手前の駅」は阿佐ケ谷駅）
  - 「汚れなきSEASON」GLAY
  - 「ゆうやけ」香田晋
- 荻窪
  - 「荻窪選手権」眉村ちあき
  - 「荻窪二丁目」南こうせつ
- 西荻窪
  - 「ずっと西荻」渋谷毅オーケストラ
- 高井戸
  - 「あぁ半年」斎藤和義
  - 「ホテルおぎくぼ」柴草玲（実際には杉並区高井戸東に存在する）

#### 豊島区
- 池袋
  - 「イケイケ池袋」山本正之
  - 「池袋の夜」青江三奈
  - 「鈴懸の径」灰田勝彦、佐良直美（歌詞に具体的な地名は出てこないが立教大学のキャンパスを歌ったもの）
  - 「ビックカメラCMソング」（岸井明&平井英子「タバコ屋の娘」の替え歌[注釈 14]）
  - 「夢の池袋」オーノキヨフミ
  - 「60ブルース」夏木マリ
  - 「池袋マゾヒスティック」人生葬送派
- 池袋三丁目
  - 「池袋三丁目の夕日」東京60WATTS
- アニメイト
  - 「アニメ店長」関智一（アニメイトのキャラクターの歌）
- ナムコナンジャタウン
  - 「ここはもののけ番外地」たま（ナムコナンジャタウン内の「もののけ番外地」のテーマソング）
- 巣鴨地蔵通り商店街
  - 「今夜、巣鴨で」面影ラッキーホール
  - 「巣鴨で逢いましょう」角盈男&須賀ゆう子
  - 「巣鴨'n ガンボ」石田洋介
  - 「すがもん音頭」石田洋介
  - 「すがもんのうた」石田洋介

#### 北区
- 赤羽
  - 「Tokyo North Side」山田孝之
- 十条
  - 「J-TOWN MARCH / J-TOWN A GO GO / J-TOWN STOMP」コンクリーツ（「J-TOWN」は十条を指す）
- 飛鳥山公園周辺
  - 「飛鳥坂」西島三重子
- 旧岩淵水門（赤水門）
  - 「荒川土手」真心ブラザーズ
  - 「かなしいずぼん」たま
  - 「土手」エレファントカシマシ

#### 荒川区
- 日暮里
  - 「青春の思い出ホルマリン漬け」スガシカオ
  - 「日暮里挽歌」半田浩二

#### 板橋区
- 板橋
  - 「BULALI 板橋区 feat. PUNPEE & NOBU」MEKOLI

#### 練馬区
- 練馬
  - 「練馬のうた 第二章」オーノキヨフミ
  - 「練馬美人」KAN
  - 「練馬Calling!」真野恵里菜
  - 「モダン節」二村定一
- 練馬鑑別所（東京少年鑑別所）
  - 「檻の中の野郎たち」守屋浩
  - 「ネリカンブルース」藤圭子 他
  - 「番長ブルース」梅宮辰夫
- 北町三丁目
  - 「くちなし慕情」松尾雄史
- 関町
  - 「詩書きとコーヒー」ヨルシカ

#### 足立区
- 北千住
  - 「おもいで北千住」渥美二郎
  - 「どっこいトゥモロー」眉村ちあき
- 北千住駅
  - 「ハルノヒ」あいみょん

#### 葛飾区
- 葛飾
  - 「葛飾にバッタを見た」なぎらけんいち
  - 「葛飾は今日も雨だった」ポカスカジャン&ヒルタ・ナユミと魅惑の東京サロン
  - 「葛飾ラプソディー」堂島孝平
  - 「葛飾ラプソディー 〜ヤムヤムVersion〜」Yum!Yum!ORANGE
- 亀有
  - 「おいでよ亀有」両津勘吉（ラサール石井）とこち亀うぃーん合唱団
  - 「葛飾亀有三丁目交番番歌」イッセー尾形
  - 「亀有公園前派出所異常なし!」ジョージ五十嵐 & 異邦人
  - 「亀有は昨日も晴れだった」斉藤レイとこち亀うぃーん合唱団
  - 「亀有偏食娘」コンクリーツ
  - 「こちら葛飾区亀有公園前派出所」両さん（香取慎吾）
  - 「ブウェーのビヤビヤ」所ジョージ
  - 「KAMEARI POP」P-MODEL（平沢進）
- 金町
  - 「金町娘」ナスカ
- 柴又
  - 「男はつらいよ」渥美清
  - 「柴又」2号.
  - 「柴又初恋門前町」笹みどり
  - 「人情柴又…男は泣ける」原一平
  - 「矢切の渡し」ちあきなおみ、細川たかし 他
- 新小岩
  - 「新小岩恋唄」進藤佑次郎

#### 江戸川区
- 江戸川
  - 「おじゃまんが山田くん」こおろぎ'73（TVアニメ主題歌、曲中では架空の「東江戸川三丁目」）
- 西葛西
  - 「なぜか西葛西」島ゆかり
- 北小岩
  - 「友達がいれば」ミュージカルカンパニー イッツフォーリーズ（ミュージカル「ルドルフとイッパイアッテナ」主題歌）[注釈 15]
- 小岩
  - 「小岩ビビンバ娘」コンクリーツ
  - 「ソーリー、ロンリー。」古川未鈴（でんぱ組.inc）

## 多摩地域

### 多摩広域・複数地域
- 武蔵野・武蔵野台地
  - 「武蔵野エレジー」島倉千代子
  - 「武蔵野エレジー」thee michelle gun elephant（上記とは同名異曲）
- 井の頭恩賜公園（武蔵野市・三鷹市）
  - 「井の頭公園」さかいゆう
  - 「井の頭公園」山本ゆかり（上記とは別の曲）
  - 「君は僕のものだった」ミドリカワ書房
  - 「むさし野詩人」野口五郎
- 新宿駅・吉祥寺
  - 「いい事ばかりはありゃしない」RCサクセション
- たまらん坂（国分寺市〜国立市 ）
  - 「多摩蘭坂」RCサクセション
- 吉祥寺・杉並区高円寺
  - 「日本印度化計画」筋肉少女帯
- 吉祥寺・井の頭・三鷹・玉川上水
  - 「懐かしのジョージタウン」中原理恵
  - 「武蔵野情話」みなみらんぼう
- 青梅市〜奥多摩町
  - 「あゝ奥多摩」花田真衣

### 各市町村
全国地方公共団体コード順。曲順はアルファベット・50音順。
八王子市、立川市、武蔵野市、三鷹市、青梅市、府中市、昭島市、調布市、町田市、小金井市、小平市、日野市、東村山市、国分寺市、国立市、福生市、狛江市、東大和市、清瀬市、東久留米市、武蔵村山市、多摩市、稲城市、羽村市、あきる野市、西東京市、瑞穂町、日の出町、檜原村、奥多摩町。
- 八王子市
  - 「ちっぽけな勇気」FUNKY MONKEY BABYS
  - 「八王子純愛物語」FUNKY MONKEY BABYS
  - 「八王子メモリー」木根尚登
  - 「パンの耳」天童よしみ
  - 童謡「夕焼小焼」中村雨紅作詞。夕やけ小やけふれあいの里、市の防災行政無線に使用。
- 立川市
  - 立川
    - 「立川の空」木根尚登

  - 西立川
    - 「雨のステイション」荒井由実（松任谷由実）

  - 米軍立川基地
    - 「LAUNDRY-GATEの想い出」
- 武蔵野市
  - 吉祥寺
    - 「楳図かずお」グループ魂
    - 「ウ・ラ・ギ・リ・マ・ス」横田早苗
    - 「吉祥寺」斉藤哲夫
    - 「吉祥寺」吉幾三（上記とは別の曲）
    - 「吉祥寺へ帰る」木根尚登
    - 「出世しちゃったみたいだね」森山直太朗
    - 「ジョージタウン・ララバイ」パープル・シャドウズ
    - 「空に星が綺麗 〜悲しい吉祥寺〜」斉藤和義
    - 「Cocoa」菊池風磨（Sexy Zone）
- 三鷹市
  - 三鷹
    - 童謡「赤とんぼ」三木露風作詞。みたかシティバスの愛称、市の防災行政無線に使用[注釈 16]。
    - 「三鷹ブルース」木根尚登

  - 上連雀
    - 「三鷹市上連雀」野川さくら - 前述の「シモキタ」と同曲異詞。
- 府中市
  - 府中
    - 「ふるさと府中」久保幸江

  - 三億円事件関連
    - 「大ダイジェスト版・三億円強奪事件の歌」高田渡
    - 「消えた三億円」エコノミック・アニマルズ
    - 「府中捕物控」THE ALFEE、山本正之
- 調布市
  - つつじヶ丘
    - 「おもいでのアルバム」かおりくみこ、ダーク・ダックス、芹洋子、ほか多数。つつじヶ丘駅の接近メロディに使用。
    - 「今日の日はさようなら」森山良子、やまがたすみこ、麻丘めぐみ、南沙織、本田路津子、保田圭、沢知恵、林原めぐみ、ほか多数。柴崎駅の接近メロディに使用。

  - 国領
    - 「国領」ソニン

  - 調布駅
    - 「ありがとう」いきものがかり（NHK連続テレビ小説『ゲゲゲの女房』主題歌）。調布駅の接近メロディに使用。
- 町田市
  - 「Yes!We are family ～FC町田ゼルビアver.～」こぶしファクトリー
- 小金井市
  - 「武蔵小金井からの手紙」木根尚登
- 東村山市
  - 「多摩湖の雨」久米川ひろし
    - 市歌「東村山音頭」のアレンジカバー版
    - 市歌公式オリジナル版は東京都の区市町村歌一覧を参照。市歌は三橋美智也・下谷二三子の音源。
      - 「志村けんの全員集合 東村山音頭」志村けん
      - 「東村山音頭」正調（平田版）平田満
- 国立市
  - 「国立市中区3-1（返事をおくれよ）」RCサクセション
  - 「国立マギー・メイ」木根尚登
  - 「ぼくの自転車に乗りなよ」RCサクセション
  - 「三上工務店が歩く」三上寛
- 福生市
  - 「福生ストラット Part 2」大滝詠一
  - 「FUSSA STRUT PART-1」大滝詠一
- 多摩市
  - 「水天宮と多摩センター」特撮
- 稲城市
  - 「愛の街 稲城」シルヴィア
- あきる野市
  - 「夕方のサマーランド」Ululu
- 西東京市
  - 西東京市全般
    - 「西東京」赤い公園

  - ひばりが丘
    - 「Let's Go Hibari-hills」JUN SKY WALKER(S)
- 檜原村
  - 「檜原忘れ路」水森かおり
- 奥多摩町
  - 「LAKE of OKUTAMA」Ogouchi Banban Company

## 島嶼部
- 伊豆諸島
  - 「憧れの伊豆諸島」シャルダン貴本
- 伊豆大島
  - 「アンコ追分」松山恵子
  - 「アンコ悲しや」松山恵子
  - 「あんこ可愛いや」岡晴夫
  - 「アンコ椿は恋の花」都はるみ
  - 「アンコなぜ泣く」藤島恒夫
  - 「大島追分」美ち奴
  - 「大島くずし」音丸
  - 「大島節」山平和彦
  - 「大島ルムバ」越路吹雪
  - 「島のアンコさん」小宮惠子
  - 「島の娘」小唄勝太郎
  - 「島の娘よ、さようなら」山田真二
  - 「椿の波止場」春日八郎
  - 「東京の人さようなら」島倉千代子
  - 「波浮の港」佐藤千夜子、藤原義江、小林旭
  - 「燃える御神火」藤山一郎
- 新島
  - 「新島で死にたい」ロマンポルシェ。
  - 「新島の伝説」田代まさし
- 八丈島
  - 「夜の八丈島」朝丘雪路
  - 「東京」MONO NO AWARE
- 小笠原村
  - 「おがじろうの歌」okei
  - 「大切なもの」okei
  - 「レモン林」（小笠原古謡）
- 硫黄島
  - 「還らざる戦友」鶴田浩二
  - 「Remember Me」Phil Ochs,  Kind of Like Spitting
  - 「Stars and Stripes on Iwo Jima」Bob Wills and His Texas Playboys
  - 「The Ballad of Ira Hayes」Pete Seeger, Bob Dylan,  Hazel Dickens,  Patrick Sky, Peter la Farge,  Johnny Cash
  - 「The Sands of Iwo Jima」Drive-By Truckers

## 鉄道路線
- 複数事業者の路線
  - 大手私鉄各社
    - 『鉄道ゼミナール音楽編』SUPER BELL"Z（アルバム、ニンテンドーDS「鉄道ゼミナール大手私鉄編」テーマ曲集）

  - JR中央線、京成本線（曲中では「京成」）
    - 「私は犬になりたい¥490」さだまさし
- JR東日本
  - 東京近郊区間
    - 「TOKYO TACO BLUES」てつ100%

  - 東海道本線
    - 「こだま号でGO！-亡き島秀雄氏に捧ぐ-」クレイジー銀

  - 山手線
    - 「あなたは見たか!なんちゃっておじさん」ザ・ハンダース
    - 「恋の山手線」小林旭、モダンチョキチョキズ
    - 「同心円上のディスタンス」花澤香菜
    - 「ブラックアウト」東京事変
    - 「山ノ手線」草川祐馬
    - 「山手線」欅坂46
    - 「山手線」野狐禅（上記とは別の曲）
    - 「山手線」綿めぐみ（上記とは別の曲）　
    - 「山手線内回り〜愛の迷路〜」タッキー&翼
    - 「山手線外回り feat. GUSSAN」タッキー&翼
    - 「リップスティック」桜田淳子
    - 「レイン・ステイション」天地真理、太田裕美

  - 中央線
    - 「会いたくて -Lover Soul-」LINDBERG
    - 「あずさ2号」狩人
    - 「茜」広瀬香美
    - 「かいじ101号」SUPER BELL"Z
    - 「中央線」リーガルリリー
    - 「中央線」THE BOOM、矢野顕子
    - 「中央快速ハミングバード」大石理乃
    - 「デートプラン」ゴールデンボンバー
    - 「初恋列車」星羅
    - 「バリアフリー」太陽族
    - 「ラッシュアワー」高田漣
    - 「Chuo Line」桃井はるこ
    - 「DIVE」OKBQT VERY LIFE
    - 「happy new year」MO'SOME TONEBENDER
    - 「DIARY KEY」Base Ball Bear

  - 総武線
    - 「きみゆき」ももいろクローバーZ

  - 埼京線
    - 「埼京線のインド人」コンクリーツ

  - 常磐線
    - 「昭和の銀次」なぎら健壱&オウンリスク
- 東京メトロ
  - 東京メトロ銀座線
    - 「明日、春が来たら 97-07」松たか子（歌手デビュー曲「明日、春が来たら」歌詞ボーカル違い）
    - 「銀座線」遊助
    - 「涙の銀座線」純烈
    - 「やつつけ仕事」椎名林檎

  - 東京メトロ丸ノ内線
    - 「地下鉄にのって」猫、吉田拓郎
    - 「丸ノ内サディスティック」椎名林檎

  - 東京メトロ日比谷線
    - 「帰路」ミドリカワ書房 - 東銀座駅
    - 「きみは地下鉄日比谷線」NSP
- 東京都交通局
  - 都電荒川線
    - 「荒川線」水森かおり
    - 「おじいさんの電車」藤田淑子、山野さと子
    - 「都電の走る街」高田大輝

  - 路面電車（旧東京電車鉄道、旧東京市街鉄道、旧東京電気鉄道→旧東京市電→都電）
    - 「地理教育外濠電車唱歌」
    - 「東京地理教育電車唱歌」ダーク・ダックス

  - 都営地下鉄大江戸線
    - 「君の気配」Sowelu
    - 「都営大江戸線の六本木駅で抱きしめて」BEYOOOOONDS

  - 都営地下鉄新宿線
    - 「恋の都営新宿線」ミドリカワ書房 - 菊川駅
- 京王電鉄
  - 京王線
    - 「京王線」高田大輝
    - 「代田橋ラプソディー」民族ハッピー組 - 代田橋駅
    - 「afternoon bath time」船越由佳

  - 京王相模原線
    - 「雨の京王相模原線」シュールファイヴ

  - 京王井の頭線
    - 「井の頭線」あさみちゆき
    - 「井の頭線」藤田麻衣子（上記とは別の曲）
    - 「保健室の先生」ミドリカワ書房
    - 「Lovin' Life」FUNKY MONKEY BABYS
- 東急電鉄
  - 東急目蒲線（現・東急目黒線、東急多摩川線）東急目蒲線#東急目蒲線を題材にした作品も参照。
    - 「目蒲線の女」日吉ミミ
    - 「目蒲線物語」おおくぼ良太

  - 東急池上線
    - 「池上線」西島三重子、チェウニ（カバー）。東急池上線#歴史も参照。

  - 東急田園都市線
    - 「Burning Woman」安田奈央

  - 東急東横線
    - 「東横線」辛島美登里
    - 「東横特急」SUPER BELL"Z（アルバム）

  - 東急大井町線
    - 「大井町線」タオルズ

  - 東急世田谷線
    - 「セーターと三日月」カサリンチュ
    - 「東京の空の下」遊佐未森
- 小田急電鉄
  - 小田急ロマンスカー
    - 「小田急ピポーの電車」ザ・ピーナッツ、ボニー・ジャックス。三木鶏郎作曲
    - 「ロマンスカー」村下孝蔵
    - 「ロマンスをもう一度」葛谷葉子

  - 小田急小田原線
    - 「朝の小田急線」シュールファイヴ
    - 「小田急柿生」19（柿生駅は川崎市麻生区に所在）
    - 「東京」銀杏BOYZ
- 京浜急行電鉄（京急本線・京急空港線）
  - 「赤い電車」くるり
  - 「ママすてき」沢りり子・ボニー・ジャックス
  - 「MOTOR MAN 京浜急行VVVF」SUPER BELL"Z
- 西武鉄道（レッドアロー）
  - 「恋の西武新宿線」愛奴、浜田省吾
  - 「西武沿線」所ジョージ
  - 「西武線のうた」東京60WATTS
  - 「鉄道戦隊 レオ☆レンジャー / オレは西武特急レッドアロー」SUPER BELL"Z
- 東武鉄道
  - 東武日光線・鬼怒川線
    - 「東武ロマンスカーの歌」

  - 東武東上本線
    - 「TJライナーの歌」TJボーイズ
- 京成電鉄
  - 京成本線
    - 「グングン京成」船橋ヘルスセンターグリークラブ

  - スカイライナー
    - 「そらのむこう」たかはしほのか（リーガルリリー）
- 東京臨海高速鉄道
  - 「東京テレポート」HARCO - 東京テレポート駅

## 道路
道路名称
- 首都高速道路
  - 「夜と朝のあいだに...」エレファントカシマシ（曲中では「首都高」）
  - 「others」Mr.Children （曲中では「首都高」）
  - 「Swan」［Alexandros］（曲中では「首都高」）
  - 「Wonderful & Beautiful」レミオロメン（曲中では「首都高」）
- 首都高速4号新宿線
  - 「首都高4号線渋滞中」河口恭吾
- 東京都道317号環状六号線（山手通り）
  - 「環状六号線」乃木坂46
  - 「罪と罰」椎名林檎
  - 「山手通り」片平里菜
- 東京都道318号環状七号線
  - 「朝のドライブ」EPO
  - 「運転技術の向上」ゆず
  - 「ガソリン」19
  - 「環七の内側」東京プリン
  - 「CAN-NANA FEVER」PUFFY、ギターウルフ
  - 「東京」銀杏BOYZ
- 東京都道311号環状八号線
  - 「哀しみの環状線」岩崎宏美
  - 「環状八号線」藤田麻衣子
  - 「カンナ8号線」松任谷由実
- 東京都道311号環状八号線 - 国道466号 第三京浜道路
  - 「ROUTE466」DEEN
- 東京都道312号白金台町等々力線（目黒通り）
  - 「いとしのエリ」錦戸亮
  - 「まもなく2番線に...」THE ALFEE
  - 「夜行性ヒトリ」クロマニヨンズ
- 国道246号線
  - 「車線変更25時」キンモクセイ
  - 「深夜のRoute246」田宮二郎
  - 「チョコレートを買いに」所ジョージ
  - 「ルート246」深田恭子
  - 「ROUTE 246」LINDBERG
  - 「Route 246」NiNa
  - 「246」及川光博
  - 「246」椎名へきる
  - 「246プラネット・ガールズ」荻野目洋子
  - 「246 Heartbreakers」西野妙子
  - 「246:3AM」稲垣潤一
- 国道246号（青山通り）
  - 「青山通り」三田明
  - 「青山通り」JUN SKY WALKER(S)、寺岡呼人（上記とは別の曲）
  - 「青山レイニィ・ナイト」野沢那智・白石冬美
  - 「青山Killer物語」ラ・ムー（菊池桃子）
  - 「アビーロードの街」かぐや姫
  - 「皮のジャンパー」所ジョージ
  - 「キラー通りは毎日がパーティー」荻野目洋子
  - 「クラクション・ラヴ 〜ONIISAN MOTTO GANBATTE〜」風味堂
  - 「そしてキスして」今井美樹
  - 「Walking to Do」Ted Leo
- 目白通り
  - 「目白通り」西島三重子
  - 「目白通りいつも通り」東京60WATTS
- 井ノ頭通り
  - 「Mr.Summer Time」土岐麻子
  - 「Run魂Run」グループ魂
- 三鷹通り（東京都道121号武蔵野調布線）
  - 「地団駄」杏子
- 甲州街道
  - 「風」FUNKY MONKEY BABYS
  - 「甲州街道はもう秋なのさ」RCサクセション
  - 「甲州街道をとばして」Mega Shinnosuke
  - 「後部座席劇場」山本美絵
  - 「ツバメ」山崎まさよし - 甲州街道より新宿方面を望む
  - 「ボーイズ・オン・ザ・ラン」馬場俊英、コブクロ
  - 「ミラクルジャンプ」岡村靖幸
  - 「BEDROOM」OKAMOTO'S
  - 「39(サンキュー)」ウルフルズ
- 中央自動車道（調布市・府中市・八王子市）
  - 「おねがい太陽〜夏のキセキ〜」渡辺美里
  - 「風に吹かれて」大黒摩季
  - 「中央フリーウェイ」荒井由実、庄野真代、ハイ・ファイ・セット

坂道名称
- 女坂（湯島天満宮）
  - 「おんな坂」原田悠里 - 同所に作詞・作曲をした北島三郎書の碑が存在する
  - 「湯島天神おんな坂」岡ゆう子、岡千秋
- 神楽坂・桜坂・柘榴坂・南部坂・女夫坂
  - 「東京坂道物語」清水博正
- 魚籃坂
  - 「魚籃坂横断」カーネーション
- 暗闇坂
  - 「暗闇坂むささび変化」はっぴいえんど、つじあやの
- 九郎九坂
  - 「Akasaka5」早見沙織
- 権之助坂
  - 「雨の権之助坂」ビートきよし
- 桜坂
  - 「桜坂」福山雅治
- スペイン坂
  - 「あの日渋谷でふたり」パパイヤ鈴木とLiLiCo
  - 「偶然の答え」櫻坂46
  - 「二股の女」東京プリン&シルビア
- 仙台坂
  - 「僕達のラプソディ」吉田拓郎
- 袖摺坂（新宿区箪笥町・横寺町）
  - 「袖摺坂」中村美律子
  - 「袖摺坂」原田悠里（上記とは別の曲）
- 南部坂
  - 「男の忠臣蔵」秋岡秀治
  - 「おんな南部坂」坂本冬美
- 日暮里富士見坂
  - 「夕焼けだんだん」石川さゆり（曲中では「富士見坂」）
  - 「続・夕焼けだんだん」石川さゆり
- 無縁坂
  - 「不忍ブルース」平浩二
  - 「無縁坂」グレープ

橋名称
- 吾妻橋（台東区雷門・花川戸〜墨田区吾妻橋を結ぶ橋）
  - 「吾妻橋で待つ女」美川憲一
  - 「雨の吾妻橋」香西かおり
  - 「夏華」Something ELse
  - 「花街しぐれ」出光仁美
- 永代橋（中央区新川〜江東区佐賀・同区永代を結ぶ橋）・ゲートブリッジ（中央防波堤外側埋立地〜江東区若洲を結ぶ橋）・レインボーブリッジ（後述）
  - 「湾岸キッド」JAZEE MINOR
- 音無橋（北区王子本町〜同区滝野川を結ぶ橋）
  - 「音無橋」城之内早苗、中澤ゆうこ
- 勝鬨橋（築地〜勝どきを結ぶ橋）
  - 「勝どき橋まであと2㎞」THE COLLECTORS
  - 「さんま焼けたか」斉藤哲夫
  - 「のびしろ」Creepy Nuts
- 神田橋（千代田区大手町〜同区神田錦町・内神田を結ぶ橋）
  - 「神田橋」林亭＋林宏
- 言問橋（台東区花川戸・浅草〜墨田区向島を結ぶ橋）
  - 「着流し小唄」渥美清
  - 「言問橋」クラフト
  - 「言問橋」清水由貴子（上記とは別の曲）
  - 「晴れるといいね〜東京都向嶋言問姐さん〜」石田洋介
- 数寄屋橋（かつて存在した橋）
  - 「数寄屋橋エレジー」伊藤久男
  - 「数寄屋橋ブルース」三田明
  - 「KIRIKO」古内東子
- 千住大橋（荒川区南千住〜足立区千住橋戸町を結ぶ橋）
  - 「千住大橋」石橋正次
- 千登世橋（豊島区目白〜同区雑司が谷を結ぶ跨道橋）
  - 「千登勢橋」西島三重子
- 聖橋（千代田区駿河台〜文京区湯島を結ぶ橋）
  - 「聖橋で」あさみちゆき、すぎもとまさと
  - 「聖橋の夕陽」堀内孝雄
- 万世橋（千代田区〜秋葉原電気街の南端に位置する橋）
  - 「愛だけ叫んで」虹のコンキスタドール
- 萬年橋（江東区常盤〜同区清澄を結ぶ橋）・清洲橋（江東区清澄〜中央区日本橋中洲を結ぶ橋）
  - 「萬年橋から清洲橋」あさみちゆき
- 柳橋（中央区東日本橋〜台東区柳橋を結ぶ橋）
  - 「柳橋しぐれ」美空ひばり
- 両国橋（墨田区両国〜中央区東日本橋を結ぶ橋）
  - 「両国橋」五木ひろし
  - 「両国橋」松平純子、由紀さおり（上記とは別の曲）
- レインボーブリッジ（港区芝浦〜同区台場・江東区有明を結ぶ橋）
  - 「ドライブソング」miwa
  - 「about long night」DEEN（曲中では「虹の橋」）
  - 「Highway to the moon」今市隆二
  - 「PAIN」槇原敬之（曲中では「虹の架け橋」）

## 河川
- 荒川
  - 「綺羅と紛れて」PANTA
- 江戸川
  - 「江戸川ブルース」東京60WATTS
  - 「江戸川慕情」キョエちゃん
  - 「江戸川ロックオン feat. CUEZERO, WADA」KREVA
  - 「さくらのバラード」倍賞千恵子
  - 「Everybody Say EDOGAWA」EDOist
- 小名木川
  - 「桶屋の八つぁん」長山洋子
- 神田川
  - 「愛なのでしょう」かりゆし58
  - 「神田川」かぐや姫
  - 「忘れえぬ街」五輪真弓
- 北十間川（墨田区・江東区）
  - 「コタロウブギ」石田洋介
- 旧江戸川
  - 「旧江戸川」ミドリカワ書房
- 河骨川（代々幡町、現在の渋谷区代々木3丁目）
  - 文部省唱歌「春の小川」高野辰之作詞。ハチ公バス「春の小川ルート」路線名に使用。
- 渋谷川
  - 「渋谷川」山本譲二&城之内早苗
  - 「渋谷川」欅坂46
- 隅田川（大川も含む）
  - 「あさきゆめみし」由紀さおり
  - 「雨の隅田河岸」美空ひばり
  - 「大川ながし」美空ひばり
  - 「大川祭り囃子」美空ひばり
  - 「幼なトモダチ」岡田奈々
  - 「おんな隅田川」市丸
  - 「悲しき紅扇」渡辺はま子
  - 「下町夢しぐれ」八代亜紀
  - 「すみだ川」東海林太郎、島倉千代子
  - 「隅田川」アンジャッシュ（他の同名タイトルとは別の曲）
  - 「隅田川」城之内早苗（他の同名タイトルとは別の曲）
  - 「隅田川」ビリケン（他の同名タイトルとは別の曲）
  - 「隅田川」amazarashi（他の同名タイトルとは別の曲）
  - 「隅田川ぞめき」市丸
  - 「隅田川夏恋歌」seiya-murai feat.ALT
  - 「隅田川慕情」岡千秋
  - 「隅田川暮色」川崎公明
  - 「すみだ川夜曲」石原詢子
  - 「花」瀧廉太郎作曲（墨田区では区歌に準ずる「区民愛唱歌」に指定）
  - 「ほおずきの町」ちあきなおみ
  - 「マリリン・モンロー・ノー・リターン」野坂昭如
  - 「路地裏の猫」渡辺典子
  - 「のびしろ」Creepy Nuts
- 多摩川
  - 「あ・い・た・い」石塚英彦
  - 「秋、多摩川にて」KAN
  - 「大きな愛が降る町で」渡辺美里
  - 「急行の停まる街」財津和夫
  - 「幻灯機 -Magic Lantern-」クレイジーケンバンド
  - 「コタツ」KAN
  - 「多摩川」スピッツ
  - 「多摩川サンセット」東京60WATTS
  - 「多摩川土手 〜君へのメッセージ」馬場俊英
  - 「多摩川の歌」東京多摩少年少女合唱団、小野リサ
  - 「多摩川夜曲」alüto
  - 「多摩川をわたって」加藤いづみ
  - 「夕焼け多摩川」真島昌利
  - 「YOU & ME」斉藤和義
- 玉川上水
  - 「桜桃忌」川中美幸
  - 「悲しいほどお天気-The Gallery in My Heart-」（世田谷区・多摩美術大学）松任谷由実
  - 「展覧会の絵」（小平市・武蔵野美術大学）大森靖子
  - 「まぶしい夏」（三鷹市）森田童子
- 築地川
  - 「築地川」長山洋子
- 目黒川
  - 「笑顔」奥田美和子
  - 「恋の中」新山詩織
  - 「桜」長渕剛
  - 「桜詩集」南野陽子（アルバム『SNOWFLAKES』収録曲「氷のダイヤモンド」歌詞ボーカル違い）
  - 「秋刀魚の唄」上々颱風
  - 「タカラモノ」及川光博
  - 「中目黒の冬風…NAMIDA」私立恵比寿中学
  - 「春、咲く」麻倉まりな
  - 「目黒川」西島三重子
  - 「めぐろ川」miwa
  - 「Love Story」SOFFet
  - 「SAKURAリグレット」Flower
  - 「Sweet 19 Blues 〜オレには遠い〜 feat. 安室奈美恵」t-Ace